# Pressoir vinicole
Pour les articles homonymes, voir Pressoir (homonymie).

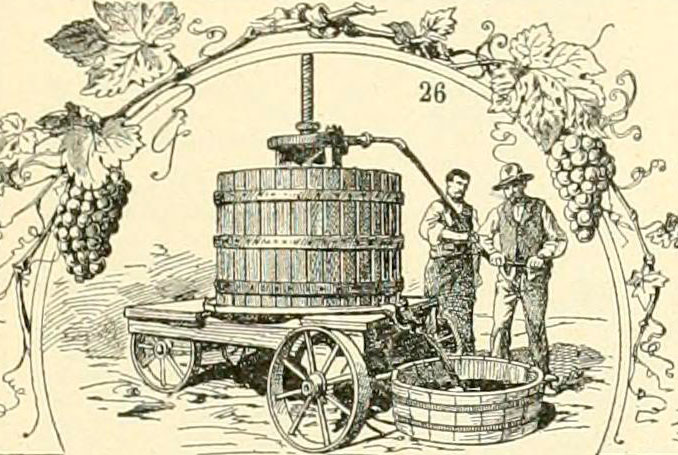
Pressoir moderne à vis verticale (Larousse, 1922).

Un pressoir vinicole est un appareil de pressurage utilisé durant le processus de la vinification pour l'extraction du jus des raisins. On obtient le moût, ou le vin nouveau issu de la fermentation et encore imprégné dans le marc de raisin.

## Historique

### De l'Antiquité au Moyen-Âge
Le jus a longtemps été extrait manuellement ou par foulage aux pieds. Le pressoir est une évolution mécanique du processus.
Les formes les plus primitives de pressoirs apparaissent dessinées sur des vases de la Grèce antique et sur des fresques des tombeaux égyptiens, dont le pressoir à torsion qui était encore couramment utilisé en Corse au XIXe siècle.
Laurent Bouby explique : « Au IIe millénaire avant notre ère, le pressoir à levier s'ajoute au foulage au pied ou à la main et se perfectionne à son tour : d’un simple tronc d’arbre fiché dans un mur ou un rocher pour broyer les grappes, il acquiert poulies, câbles et treuils, bientôt lui-même remplacé par des systèmes à vis ».

Pressoirs de l'antiquité
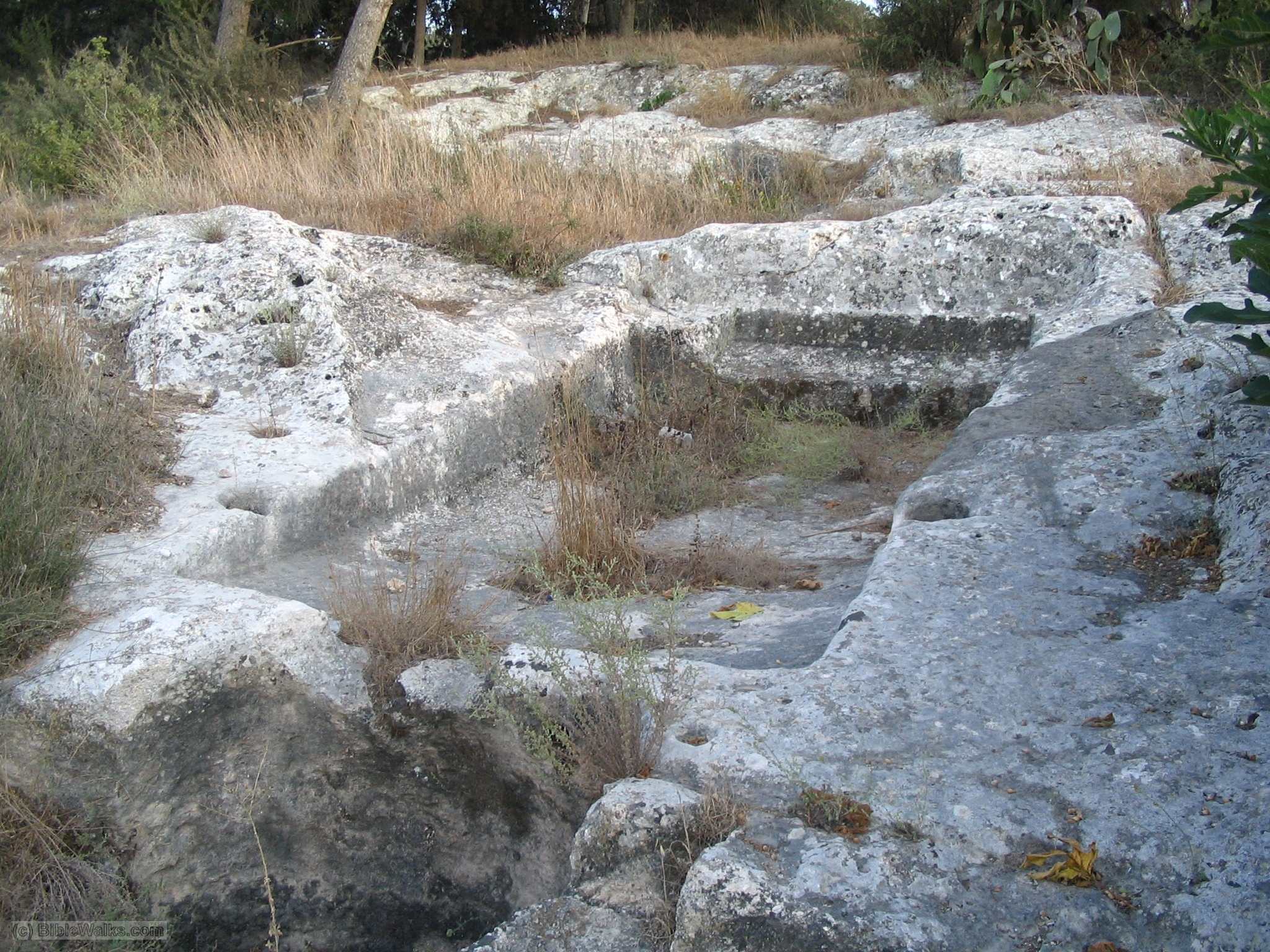
Âge du bronze, collines au nord de Migdal Haemek, Israël.
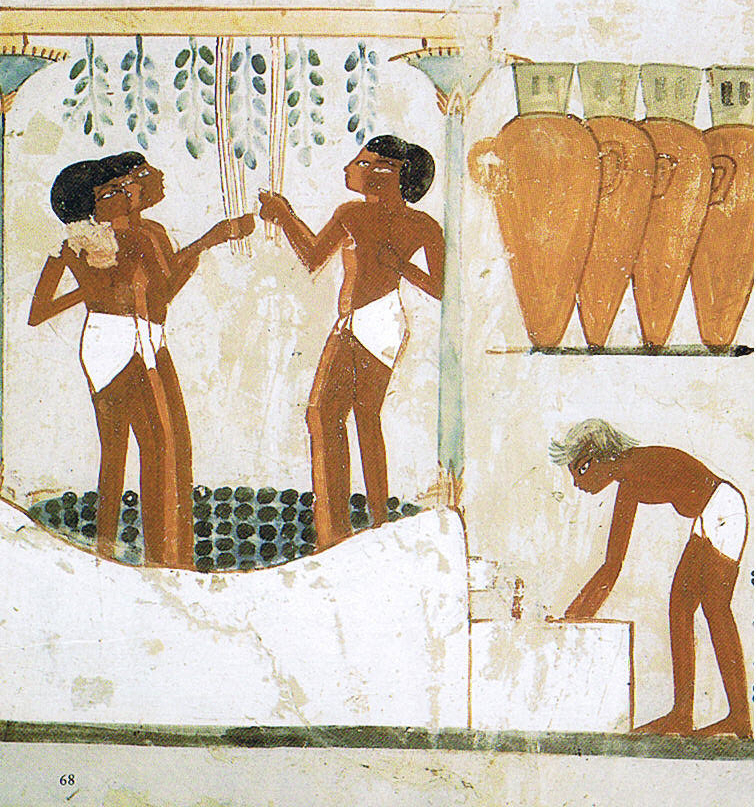
Foulage, premier type de pressurage (fresque du tombeau TT52 de Nakht, en Égypte antique, vers -1400).
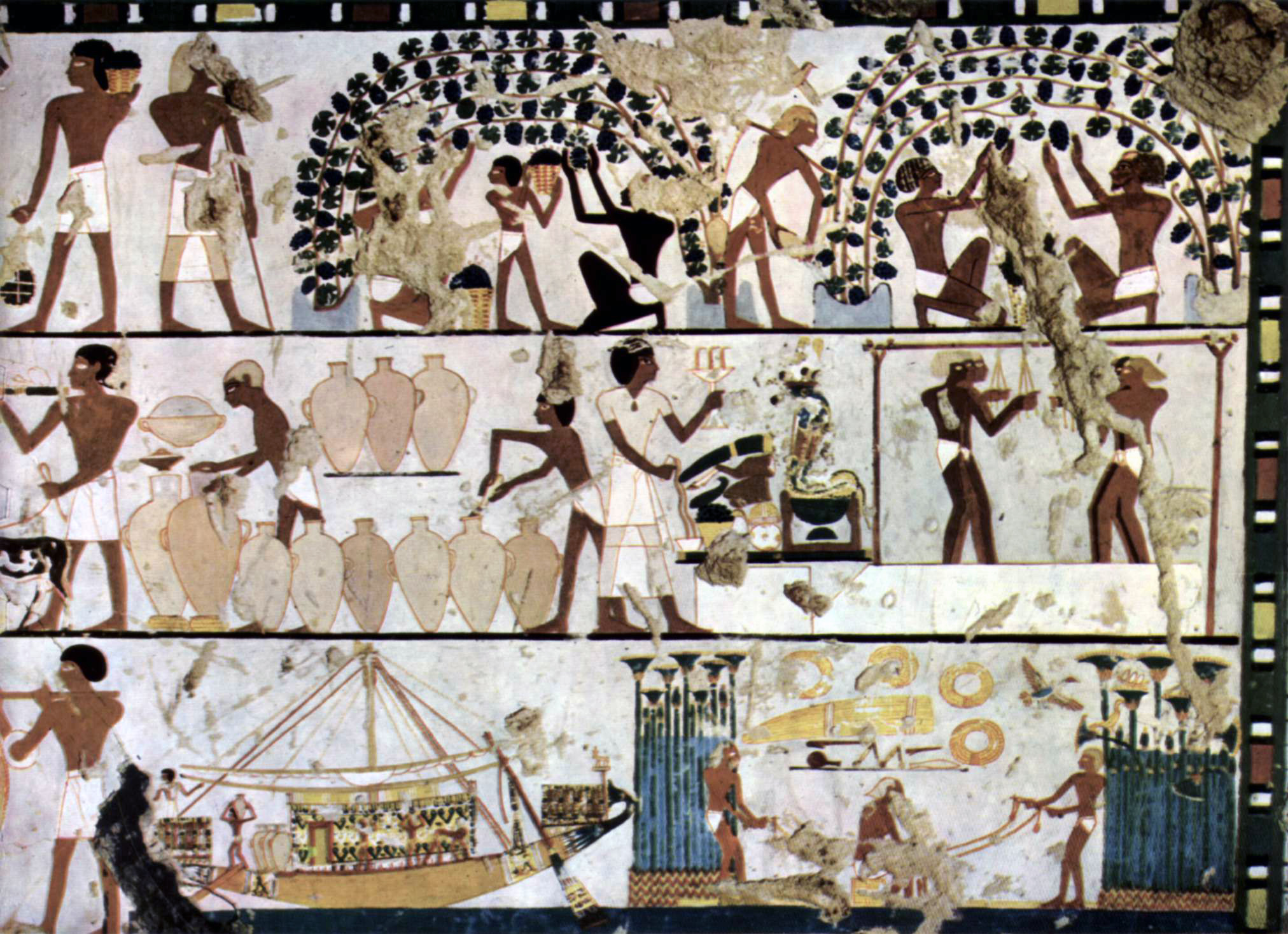
Fresque de la tombe TT261 : vendange et pressurage, Égypte, −1 500 ans avant notre ère).
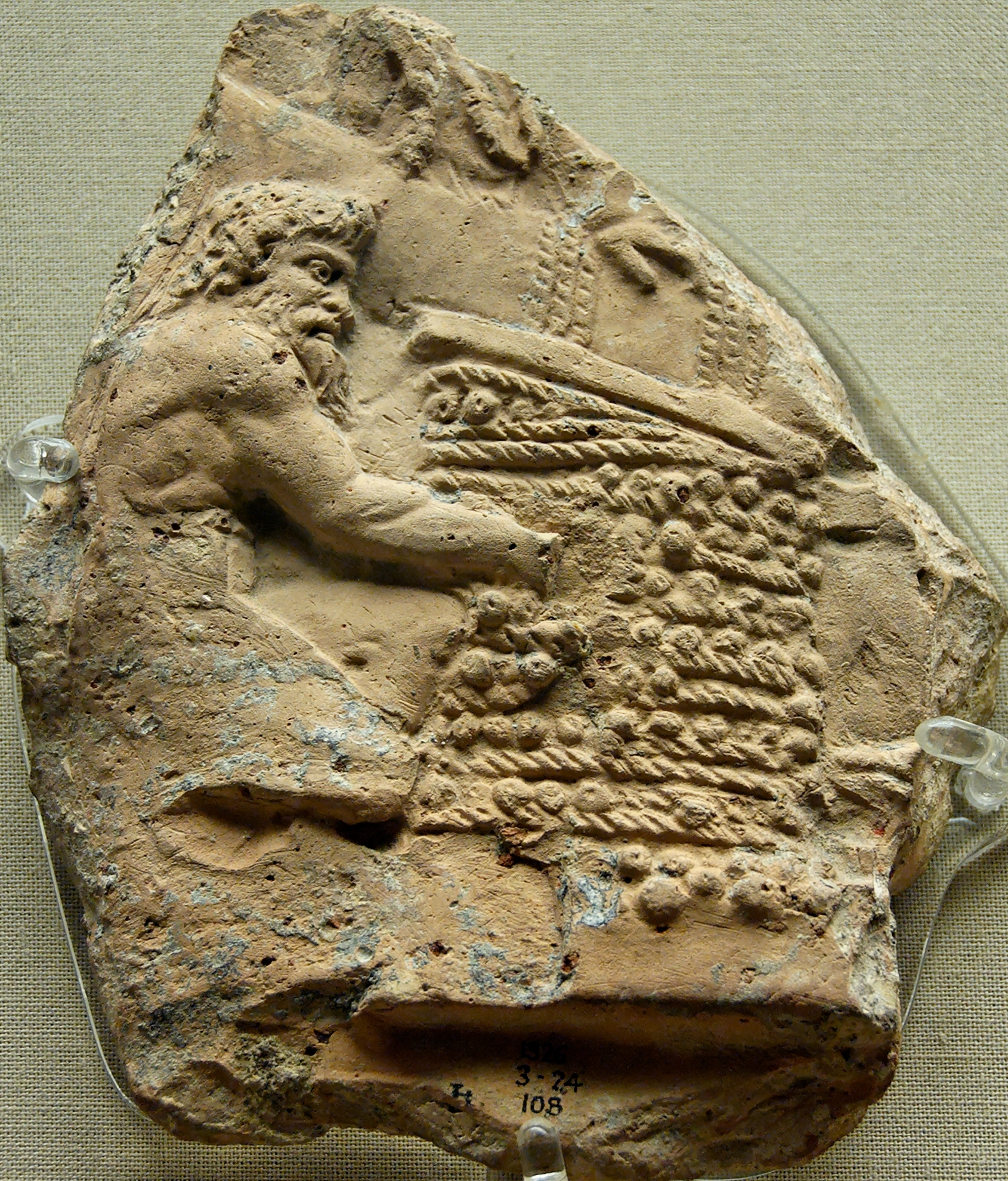
Satyre travaillant à un pressoir à raisin composé de plusieurs panneaux en osier ; relief fragmentaire en terre cuite, œuvre romaine, Ier siècle.
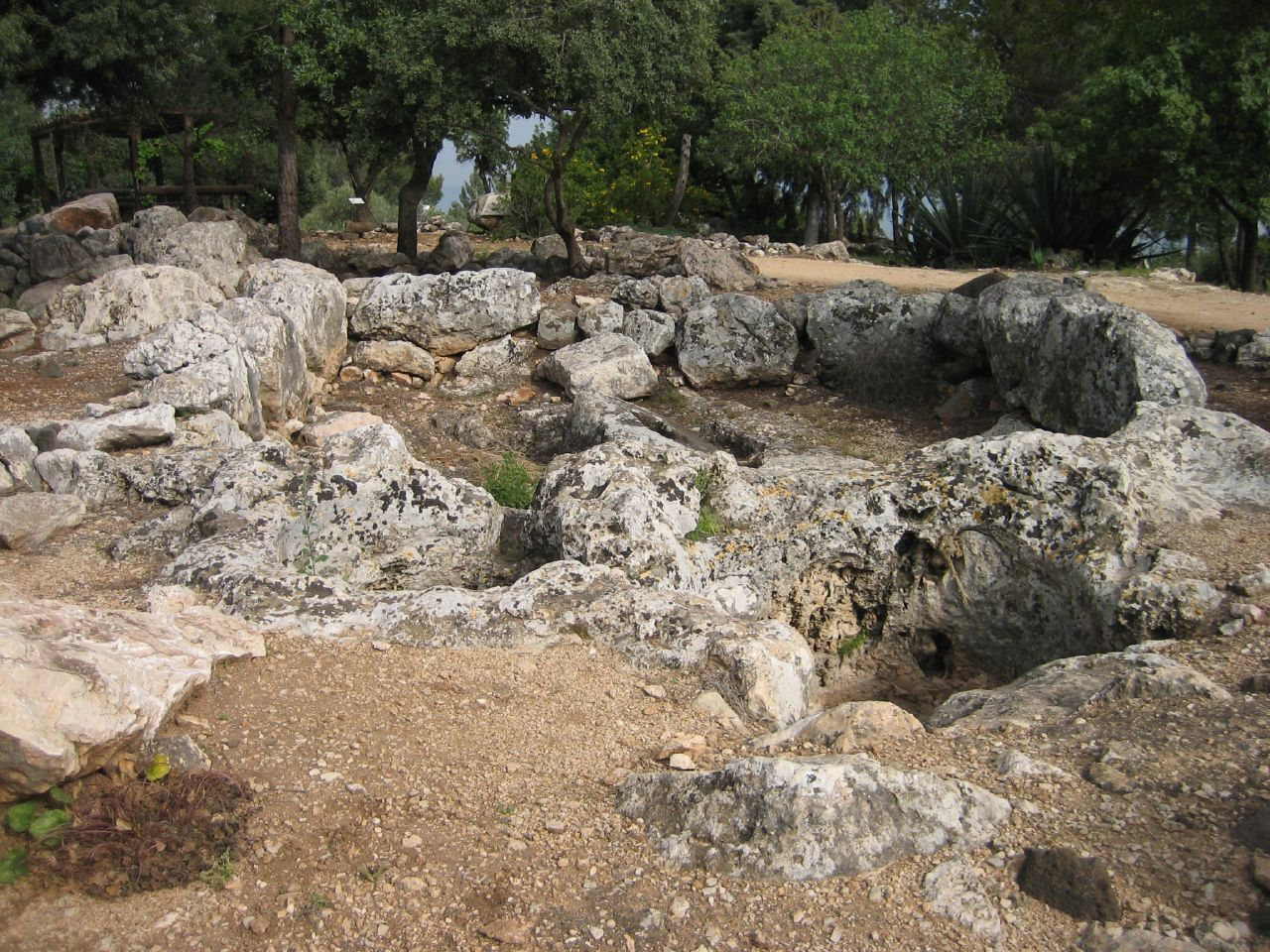
Ruines israéliennes, période talmudique (Ier  /  IIIe siècle).

### L'époque contemporaine
L'utilisation de l’électricité a permis de construire des pressoirs convertissant cette énergie en une force mécanique pour le pressurage, par le biais de moteurs, vérins hydrauliques, membranes, etc.

## Caractéristiques et procédé
Le pressoir moderne est composé d'un compartiment, appelé cage, destiné à accueillir les raisins ou le marc de vinification. Cette cage est ajourée afin de laisser s'écouler le liquide (respectivement jus/moût ou vin de presse) soit directement, soit par des drains se déversant tous deux dans une maie.
La capacité de la cage peut varier de quelques hectolitres à plusieurs centaines.
Afin de limiter l’oxydation des jus, le système de pressoir inerté permettent de saturer la cage et la maie en gaz, souvent du dioxyde de carbone (CO2), du diazote (N2), de l’argon (Ar), ou un mélange de ces gaz.

## Typologie
La typologie des pressoirs anciens est assez complexe. On peut toutefois les regrouper en deux grandes « familles » bien distinctes qui vont s'imposer de l'Antiquité au XVIIIe siècle, les pressoirs à levier et les pressoirs à vis centrale.

### Pressoir à levier

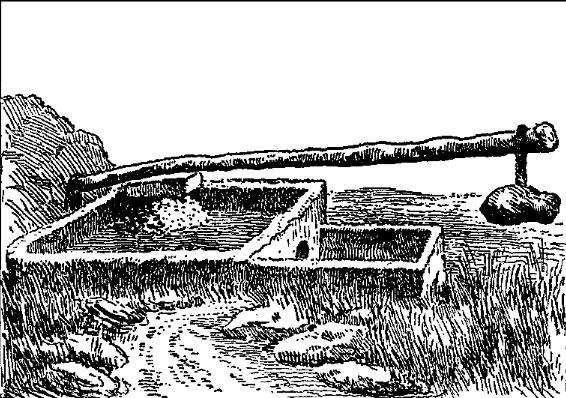
Représentation du système de levier.

Principe d'un pressoir à levier avec vis

Les raisins sont écrasés par une poutre-levier horizontale, fixe à une des extrémités. On les désigne aussi sous le nom de pressoir à abattage ou pressoir long-fûts. Le levier peut être tiré vers le bas par une corde et un treuil (« casse-coue ») ou une vis (par exemple les pressoirs du Clos de Vougeot, en Bourgogne).

### Pressoir à vis

#### Pressoir à vis centrale descendante

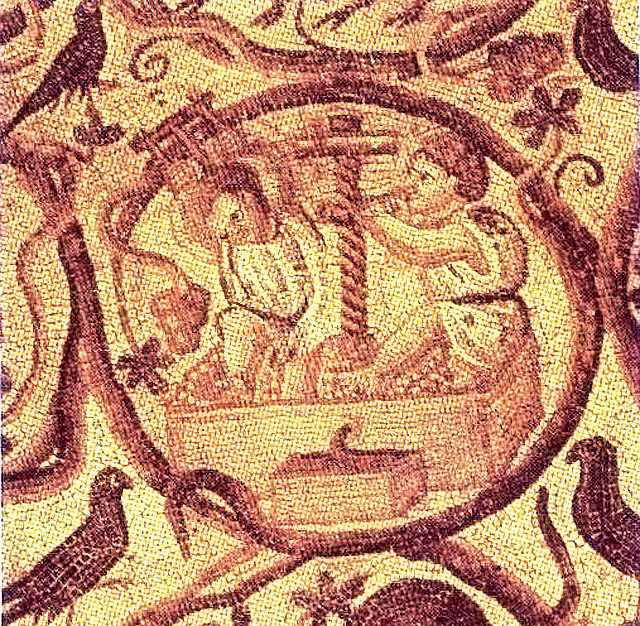
Pressoir à vis centrale. Mosaïque de l'église de Qabr Hiram, Liban vers 575, musée du Louvre.

Les raisins sont écrasés par une vis, placée verticalement au centre d'un bâti-cage généralement cylindrique, s'appuyant sur une série de longerons croisés et empilés en pyramide pour répartir la pression. Au XXe siècle, une assistance mécanique aide à visser l'écrou puis une aide hydraulique (double-vérins) est installée (on fait tourner au maximum l'écrou pour descendre les longerons puis l'on pompe pour que les vérins écrasent la vendange et l'on renouvelle l'opération autant de fois qu'il faut).

#### Pressoirs à perroquet et à écureuil

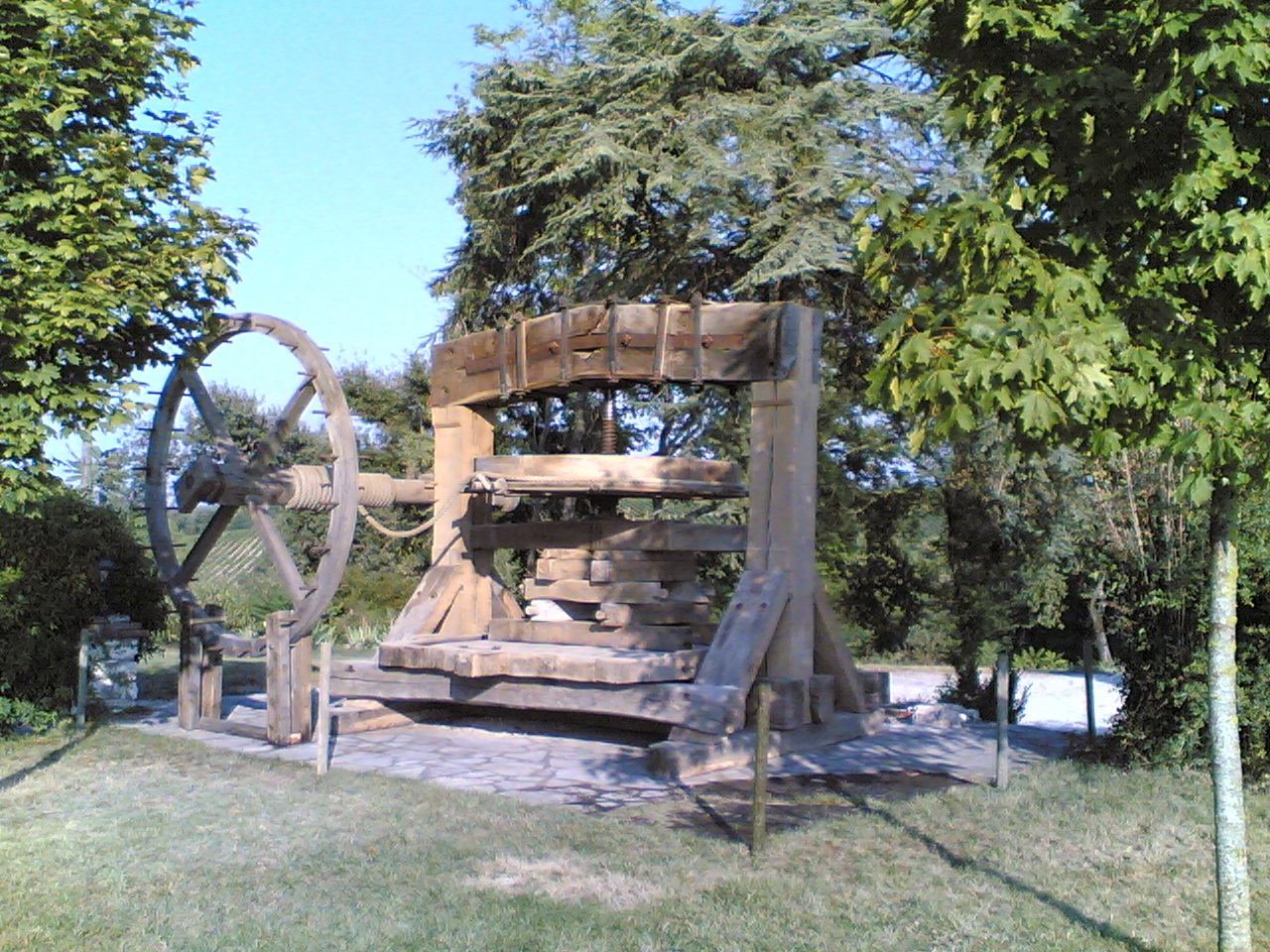
Pressoir à perroquet du château Labastidié, Gaillac.

Ce sont deux variantes du pressoir à vis centrale descendante qui sont essentiellement employées aux XVIIIe et XIXe siècles. Leur dénomination imagée évoque la roue qui permet d'actionner la vis des pressoirs.

##### La roue à perroquet
Elle est simple et munie de longues poignées (comme des perchoirs à perroquet) sur lesquelles s'agrippe le pressureur pour la faire tourner.

##### La roue à écureuil
Elle est la plus large et elle se présente sous forme d'une roue à double jante. Le pressureur se tient debout à l’intérieur, il marche comme s’il voulait monter et ainsi actionne la roue par son seul poids (il faut imaginer le hamster qui fait tourner sa roue dans la cage).
Les modèles à roue à écureuil sont les plus rares, il n'en reste que peu d'exemplaires en France.

## Pressoirs duXIXesiècle

### Pressoir à engrenages
Avec la révolution industrielle du XIXe siècle, un changement s'opère dans la conception des pressoirs. La fonte et le fer vont remplacer progressivement le bois comme matériau de construction. La mise au point de systèmes métalliques de démultiplication permet une avancée technique importante. On va ainsi concevoir des pressoirs solides et nécessitant beaucoup moins de main d'œuvre pour leur fonctionnement. À cette époque, une grande diversité de pressoirs apparaît. Un des premiers modèle à acquérir une notoriété nationale est le pressoir Châtillonnais mis au point en 1848 à Châtillon-sur-Seine (Côte d'Or) par la maison Lemonnier et Nouvion. Dans ce pressoir d'un genre nouveau, une vis sans fin, verticale, tournait grâce à une grande roue d'engrenages située sous la maie, actionnée généralement par des manivelles.

### Pressoir à cliquets
À la fin du XIXe siècle, de nouvelles innovations techniques permettent l'apparition de pressoirs manuels à levier multiple différentiel, ordinairement connus sous le nom de pressoirs à cliquets. Ils seront fabriqués en grandes séries par des entreprises telles que Marmonier (pressoir américain), Mabille…

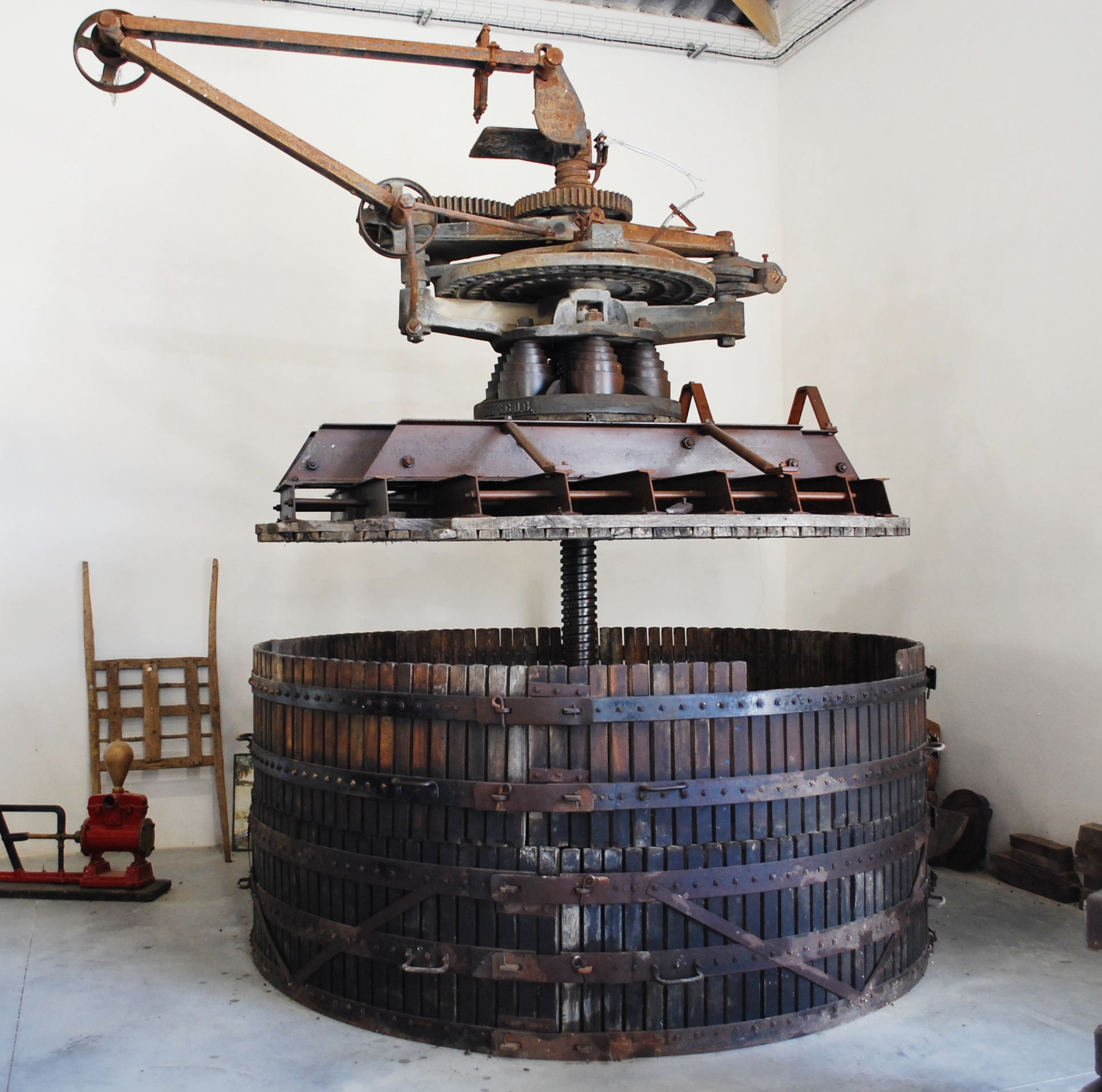
Marmonier (Musée des Arts et des Métiers du vin, Château Turcan).
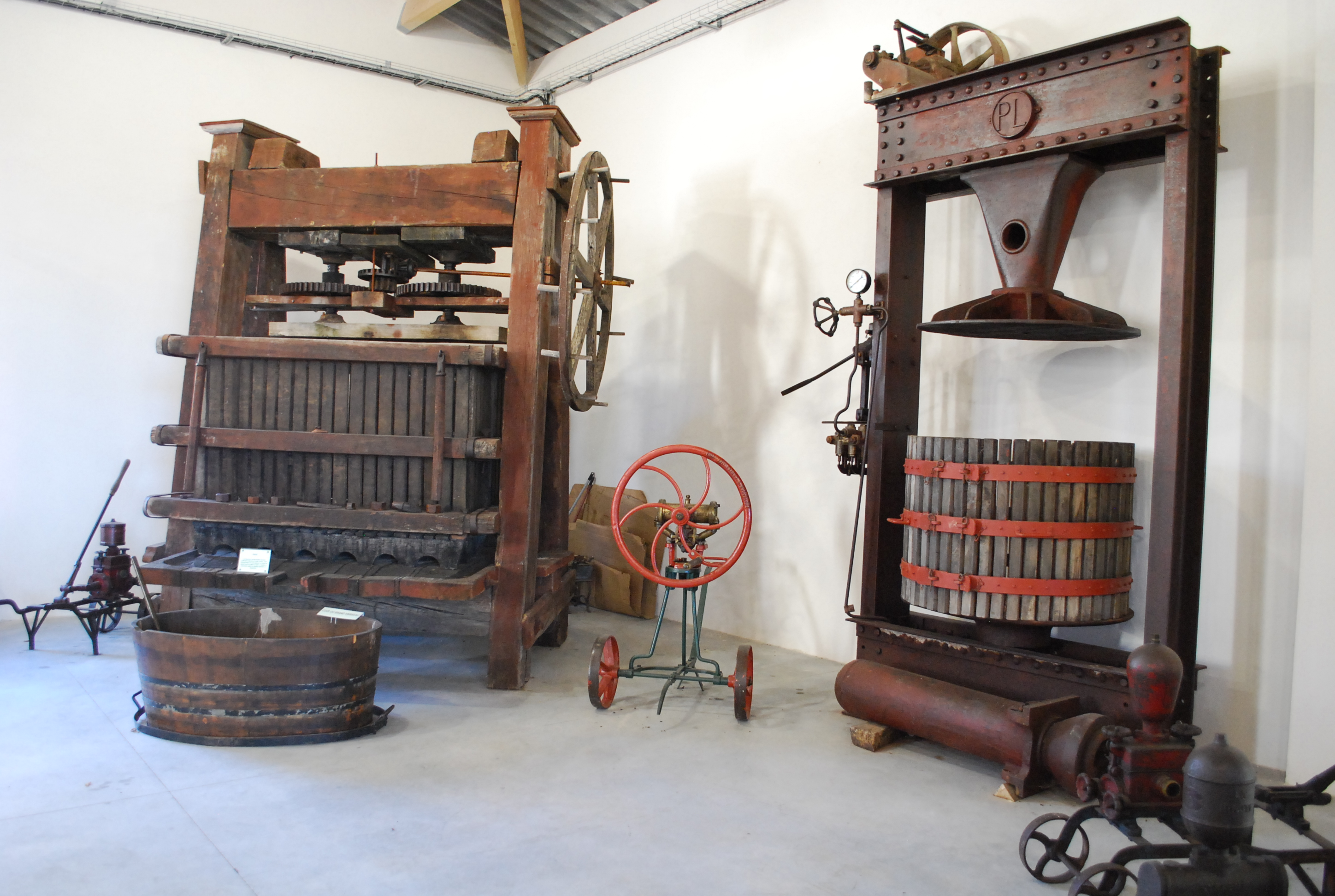
À gauche : à engrenages. À droite : hydraulique (Château Turcan).

## Pressoirs contemporains
De nombreux modèles différents de pressoirs et de marques existent, néanmoins ils peuvent être classés en quatre catégories selon leur mode de fonctionnement.

### Pressoir vertical
La pression fait éclater les grains libérant le jus. Ce type de pressoir est bien adapté aux petits volumes mais l'écoulement du liquide à l'air libre le laisse au contact de l'oxygène. Un risque d'oxydation est à surveiller. Ce pressoir travaille lentement ; de plus, si l'opérateur veut faire une seconde pressée, il doit faire une « rebèche » (décompactage du marc) manuelle.

#### À vis
Les pressoirs à vis verticale de type « Coquard » ou « Marmonier », généralement manuel, occasionnellement électrique ou hydraulique. Le raisin est versé dans une cage à claire-voie horizontale. Une fois la cage pleine, le couvercle est lentement abaissé par vissage d'un écrou sur l'axe central.

#### À vérin
Un vérin vient comprimer la vendange ou le marc. Ce modèle a un regain d'intérêt pour les vins qualitatifs à partir des années 2000.

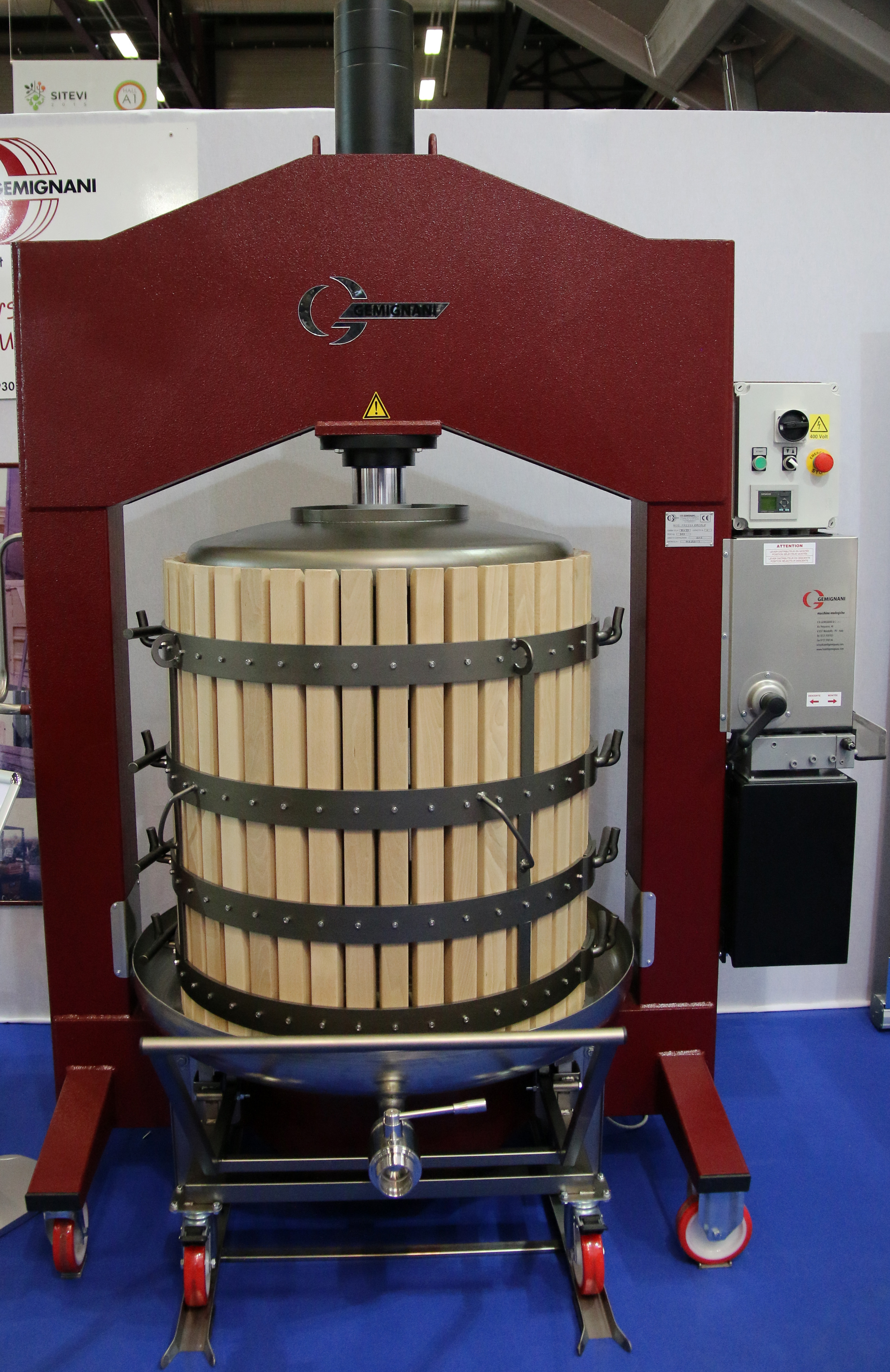
Pressoir vertical à vérin, cage en bois.
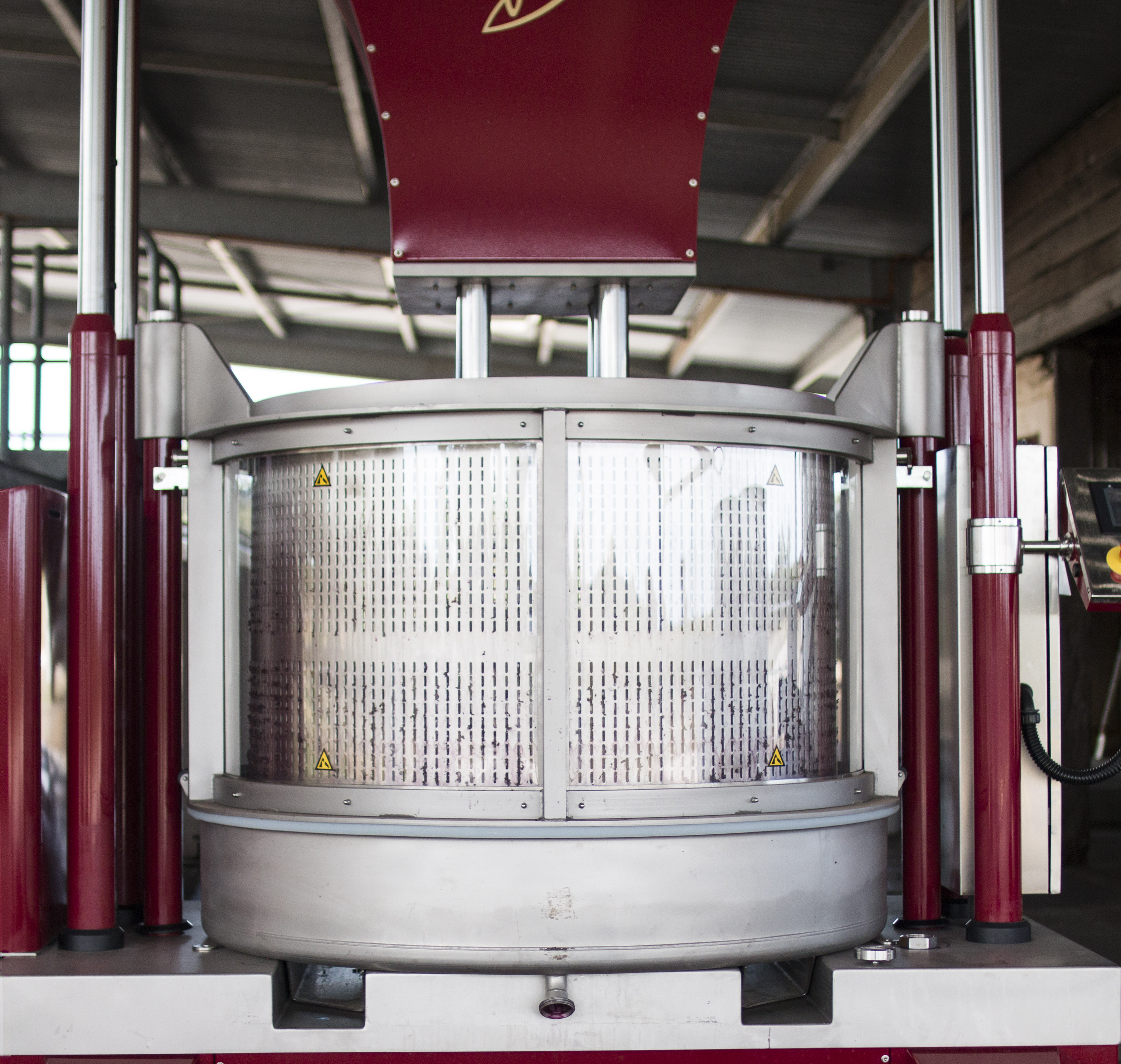
En cours de pressurage, cages de protection en plastique et de pressurage en inox baissées.
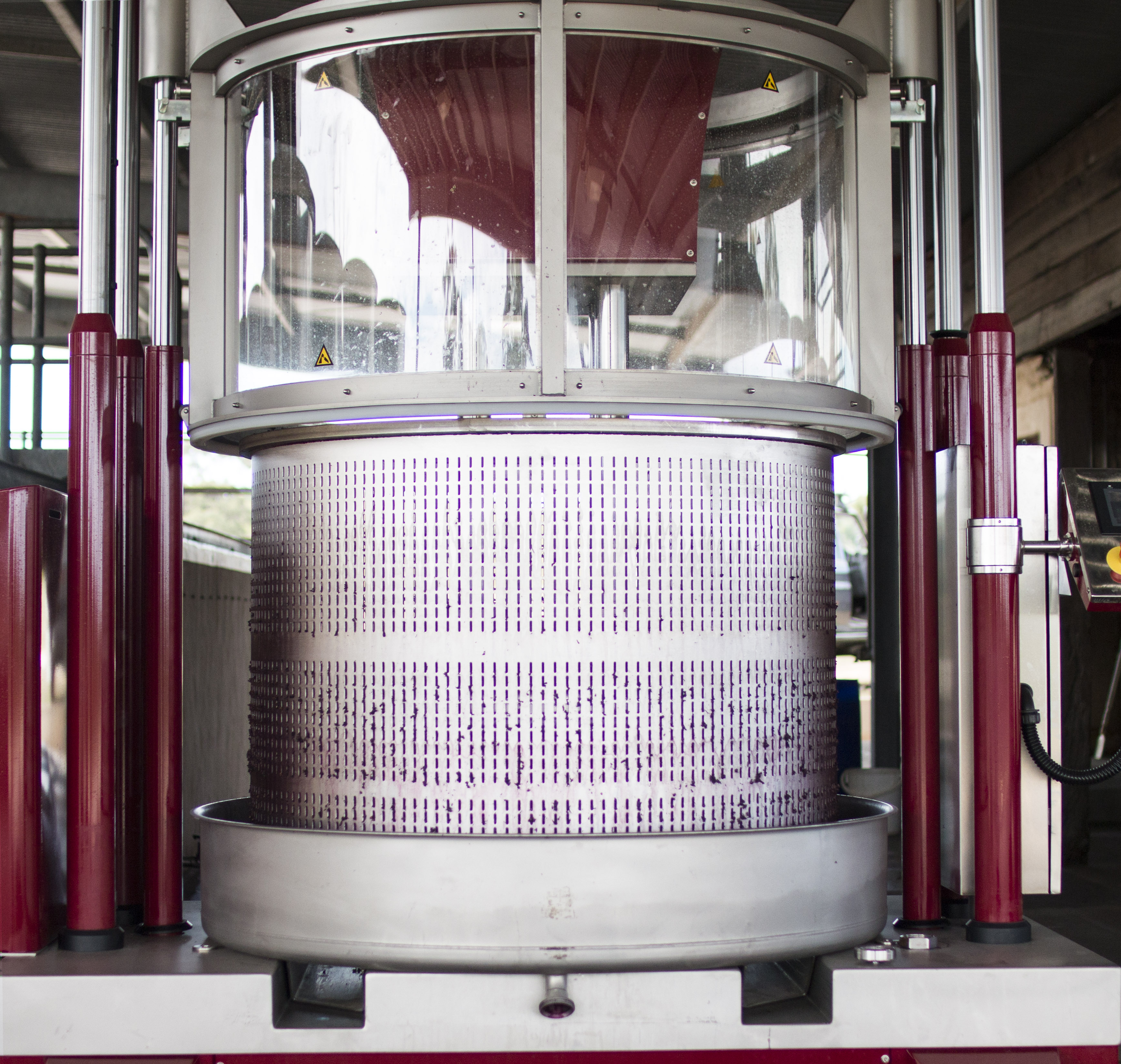
Fin de pressurage, cage de protection relevée
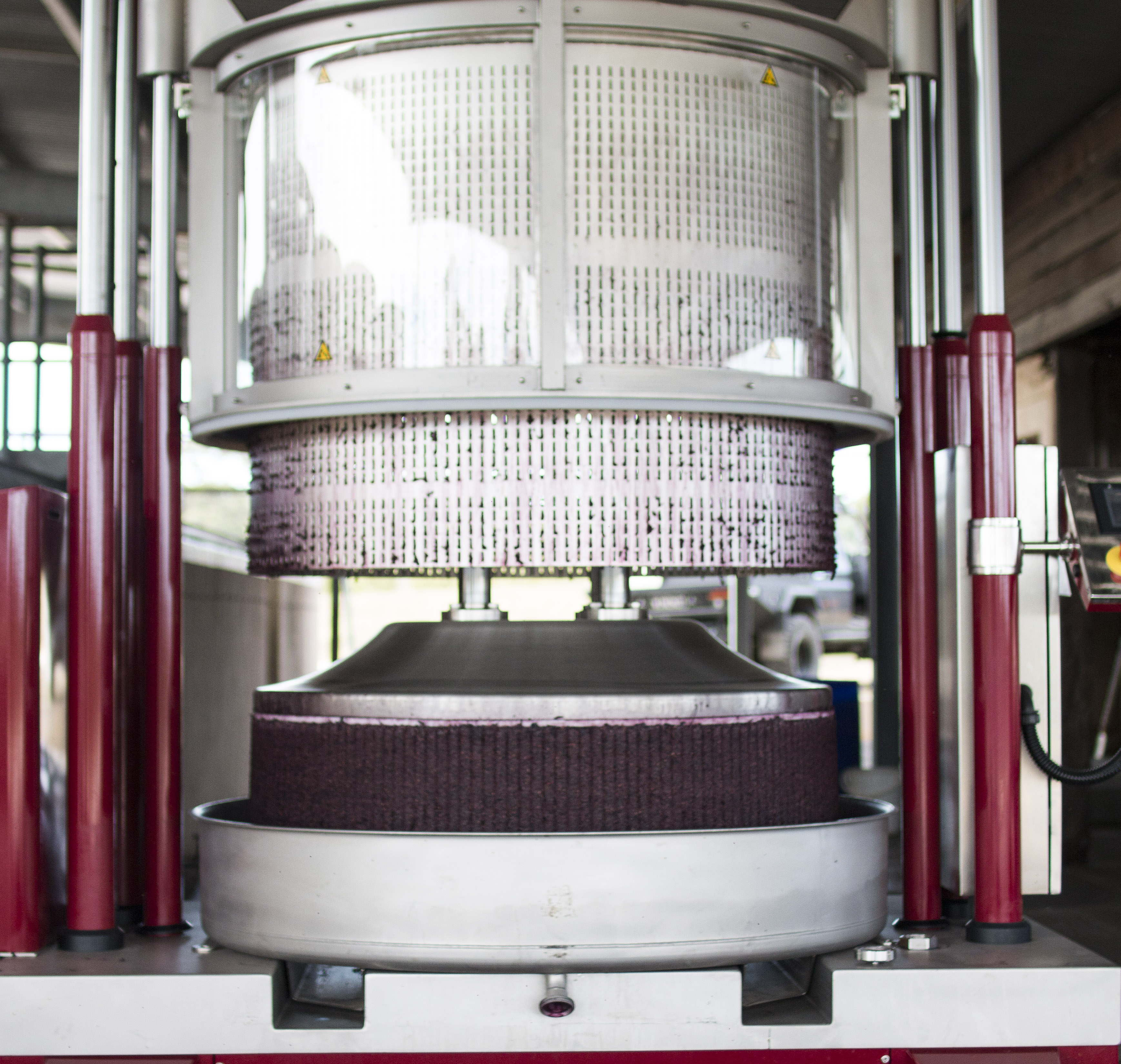
Fin de pressurage, cages relevées, vérin visible.
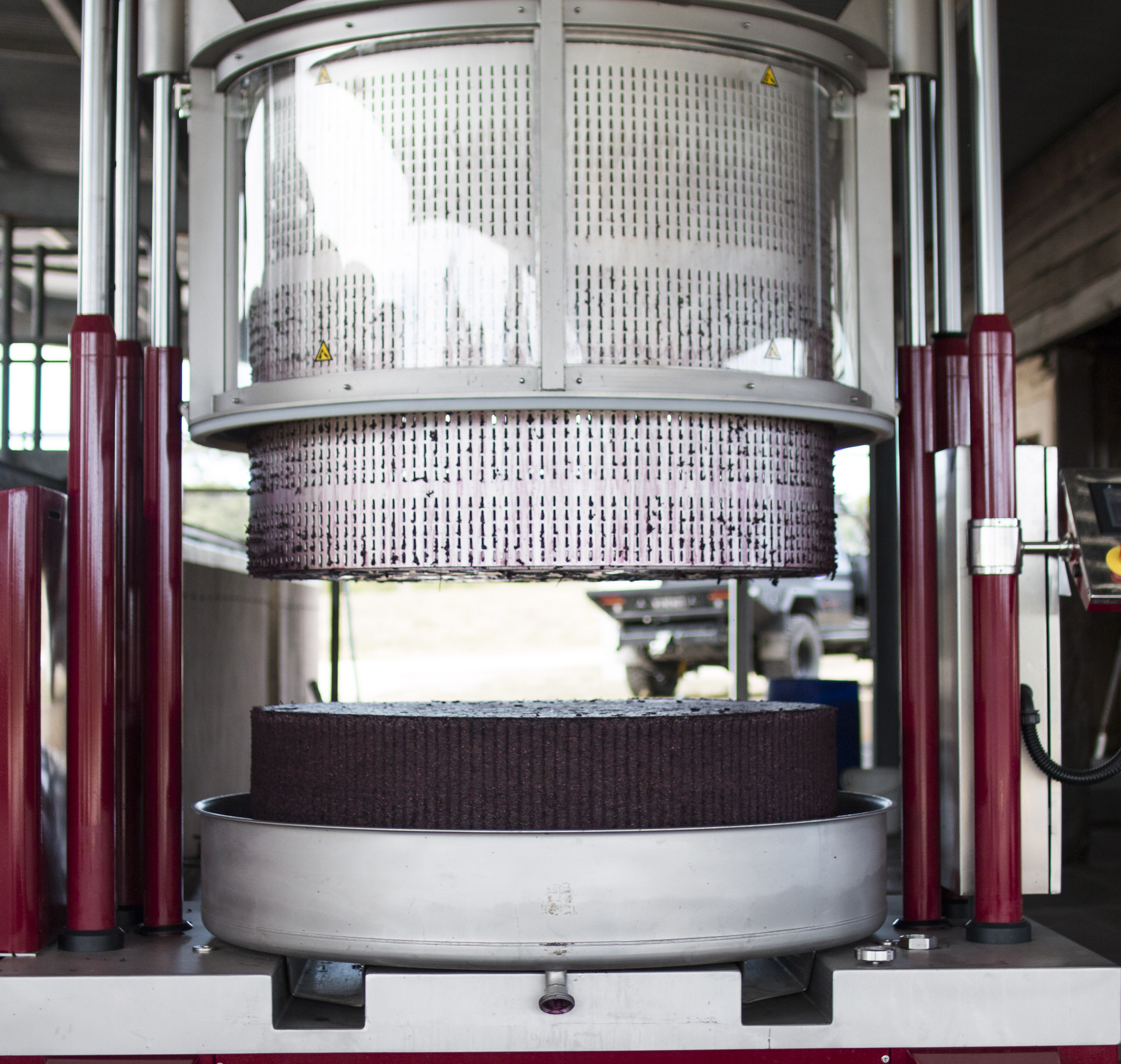
Gâteau de marc prêt à être enlevé.

### Pressoir horizontal

#### À vis

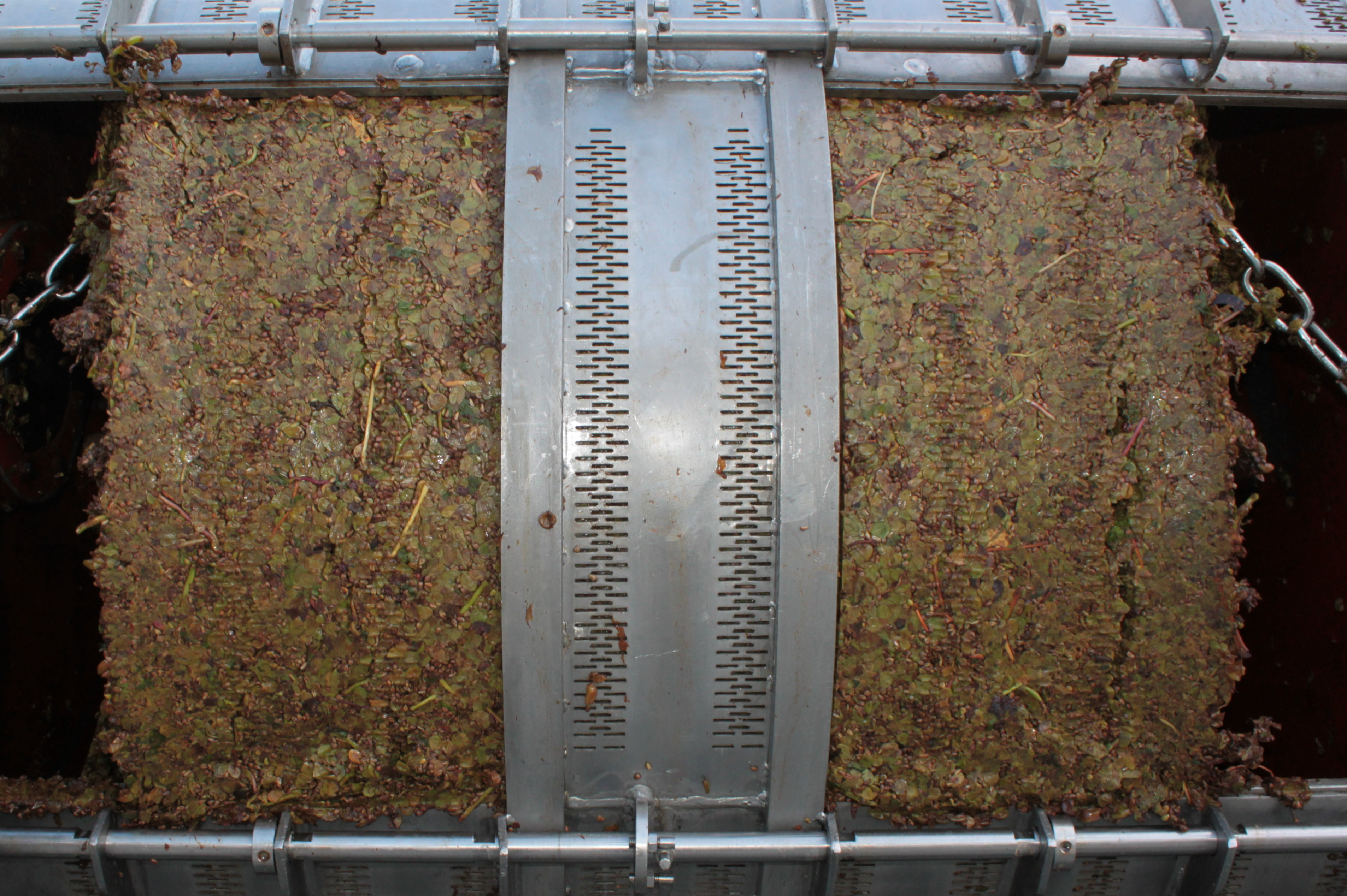
Marc de Muscadet compacté par les plateaux.

Leur apparition date du XIXe siècle (cf. le « pressoir Révillon ») mais leur développement est favorisé par l'avènement de la force électrique. Le type « Vaslin » est l'un des plus connus. Deux plateaux sont vissés sur l'axe central par la rotation de la cage à clairevoie. Le jus s'écoule à l'air libre. Muni parfois de chaines, le marc se décompacte tout seul au desserrage, évitant une « rebèche » manuelle pour une seconde pression.

##### Pressoir continu
Également appelé pressoir à vis sans fin.
Le raisin est vidé dans une trémie à fond perforé puis est poussé par la rotation de la vis sans fin dans un cylindre à grille. À la sortie, la porte, est plus ou moins fermée pour réguler la pression. Ce type de pressoir donne le meilleur rendement en jus, grâce à sa pression très importante, fait gagner du temps dans les grosses unités de production avec son travail en continu. En revanche, la pression atteinte écrase pellicules et pépins ; le vin de presse est donc très astringent, ses tanins sont durs et est de moindre qualité. Dans certaines régions viticoles son emploi est interdit pour les vins d'Appellation.

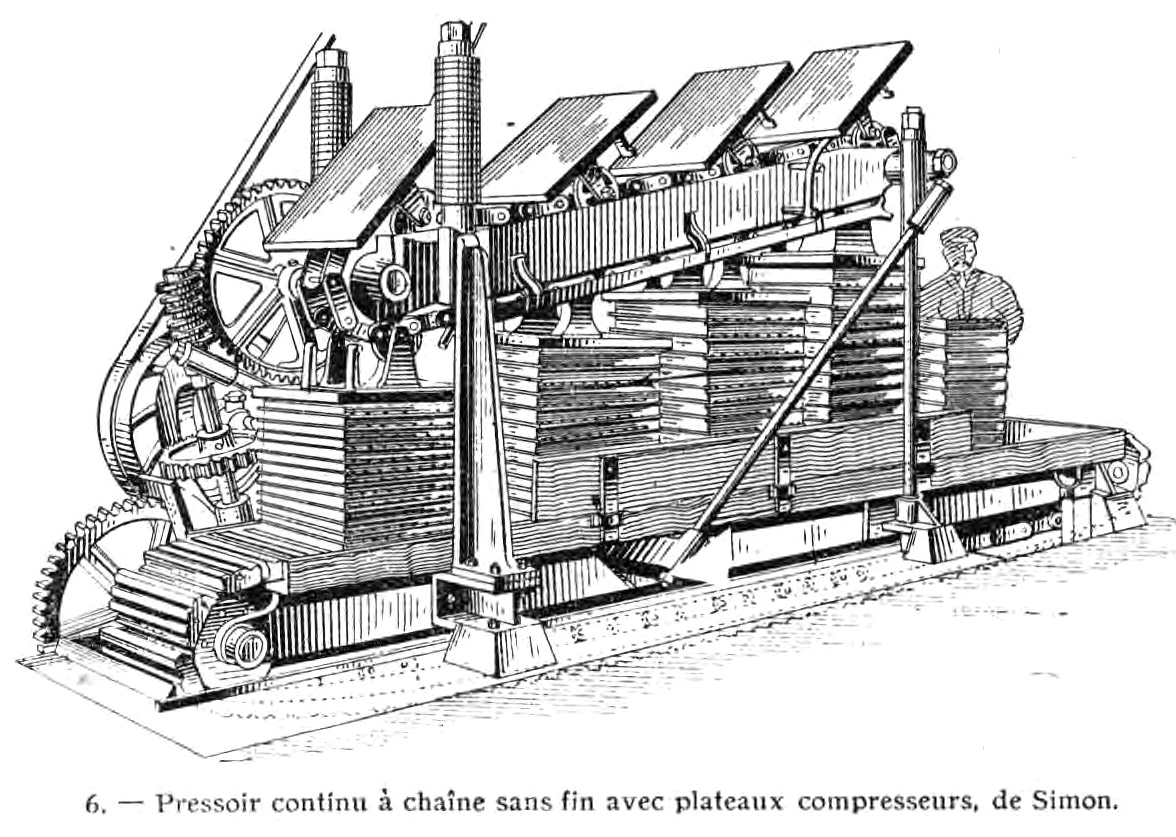
Presse continue (système Simon), illustration de 1922.
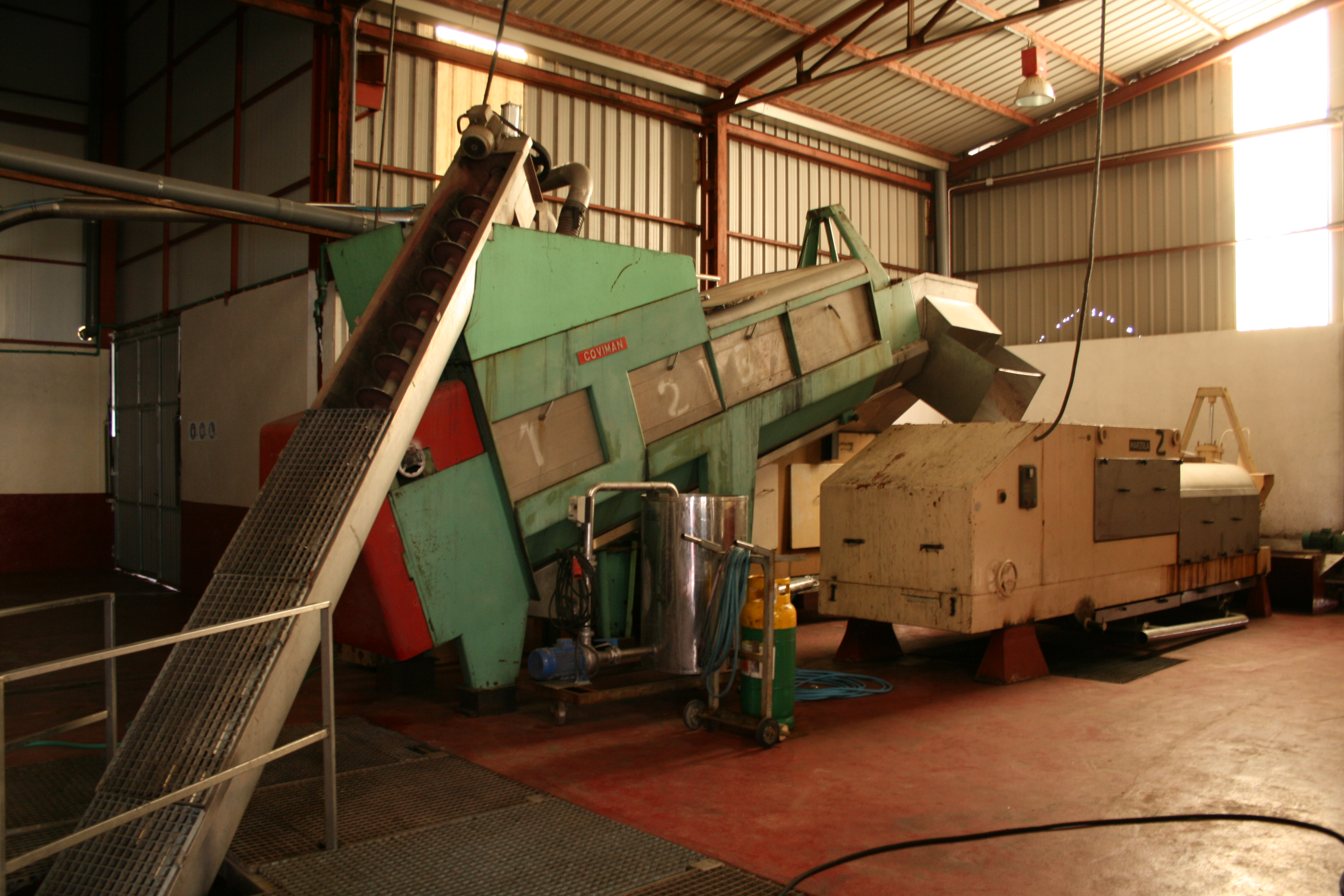
Couplé à un égouttoir dynamique (au premier plan).
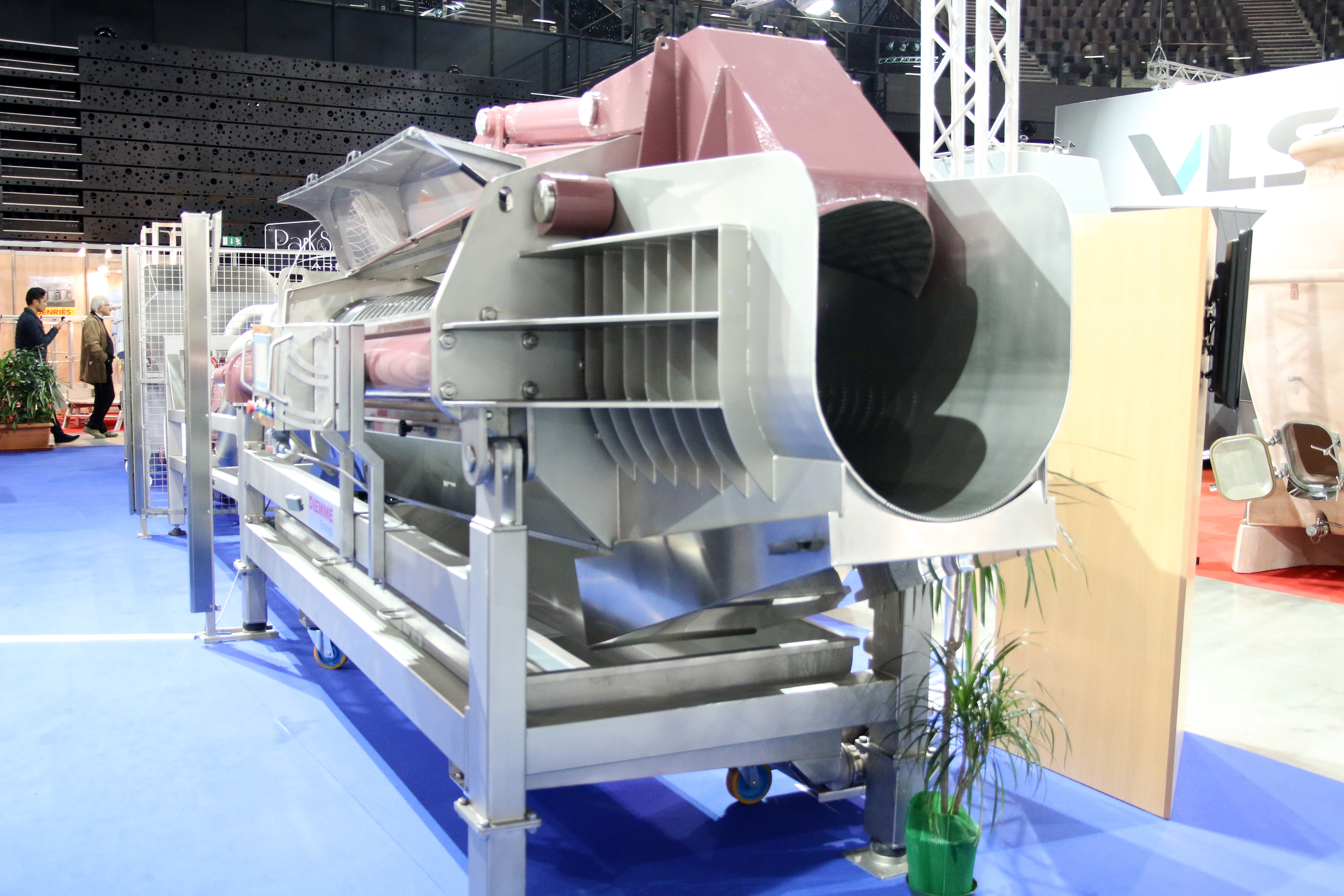
Autre pressoir continu.
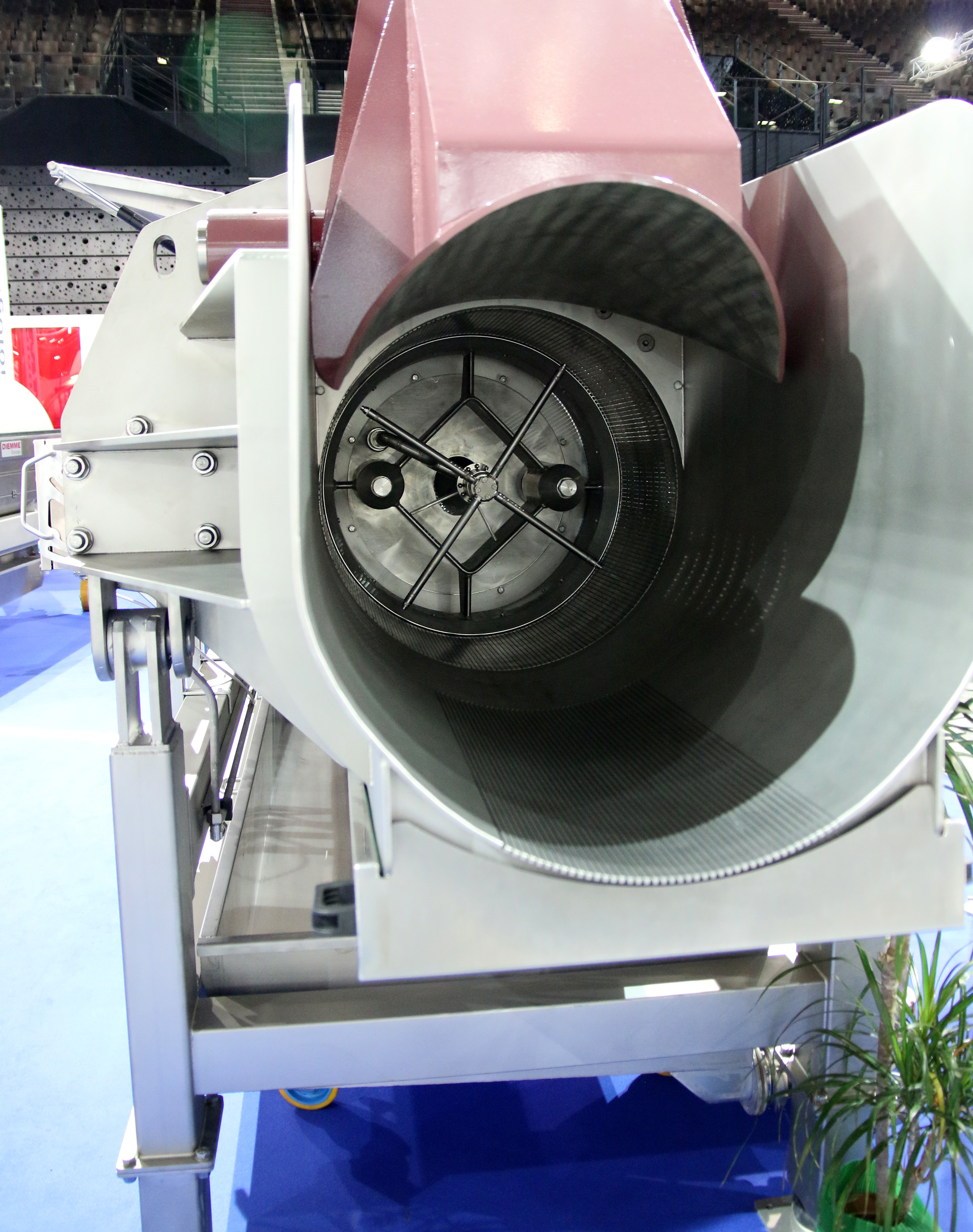
Sa bouche de sortie.

#### Hydraulique / Pneumatique
Hydrauliques ou pneumatiques, on les trouve sous forme de pressoirs horizontaux avec une ou plusieurs membranes souples, gonflées à l'air comprimé ou à l'eau, au milieu ou sur un côté de la cage de presse. La cage peut être hermétique, munie de drains pour l'écoulement; cet équipement permet un pressurage à l'abri de l'air, donc de l'oxydation. Ce type de pressoir, le plus récent peut être programmé et piloté finement. Il peut donc extraire le jus à faible pression en prenant le temps nécessaire pour avoir une meilleure qualité de turbidité. Il est relativement lent dans son travail, mais il donne le meilleur résultat qualitatif. De plus, sa capacité de programmation permet de travailler de manière autonome pendant le repos du vinificateur (nuit) ou pendant qu'il effectue une autre opération. Le pressage doux compacte peu le marc. Il n'a donc pas besoin d'être brisé entre deux pressées.
Il existe des systèmes de drainage avec des grilles de drainage occupant la moitié de la cage, ou avec des drains trapézoïdaux, disposés à l'horizontale.
En 2017, nous avons vu apparaître le premier pressoir connecté qui permet à l’opérateur depuis une application, de consulter en temps réel l’état du pressoir (remplissage/pressurage/arrêt), d’estimer le temps restant de pressurage et d'avoir une estimation du volume du jus extrait. Un système d'alerte SMS a été développé pour permettre à l'opérateur d'être informé durant la phase de pressurage,.

Pressoirs hydrauliques / pneumatiques
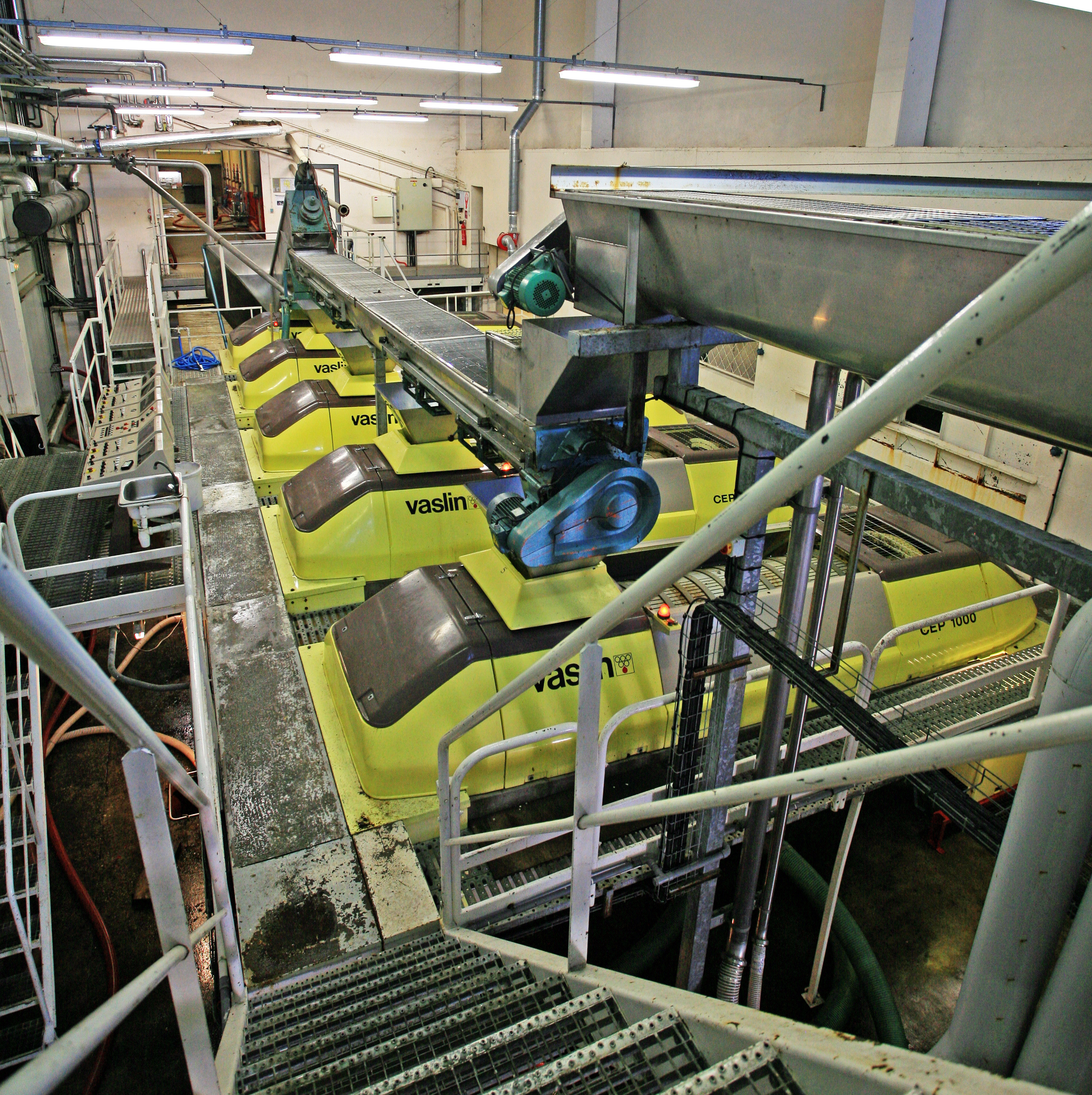
À vis latérale.
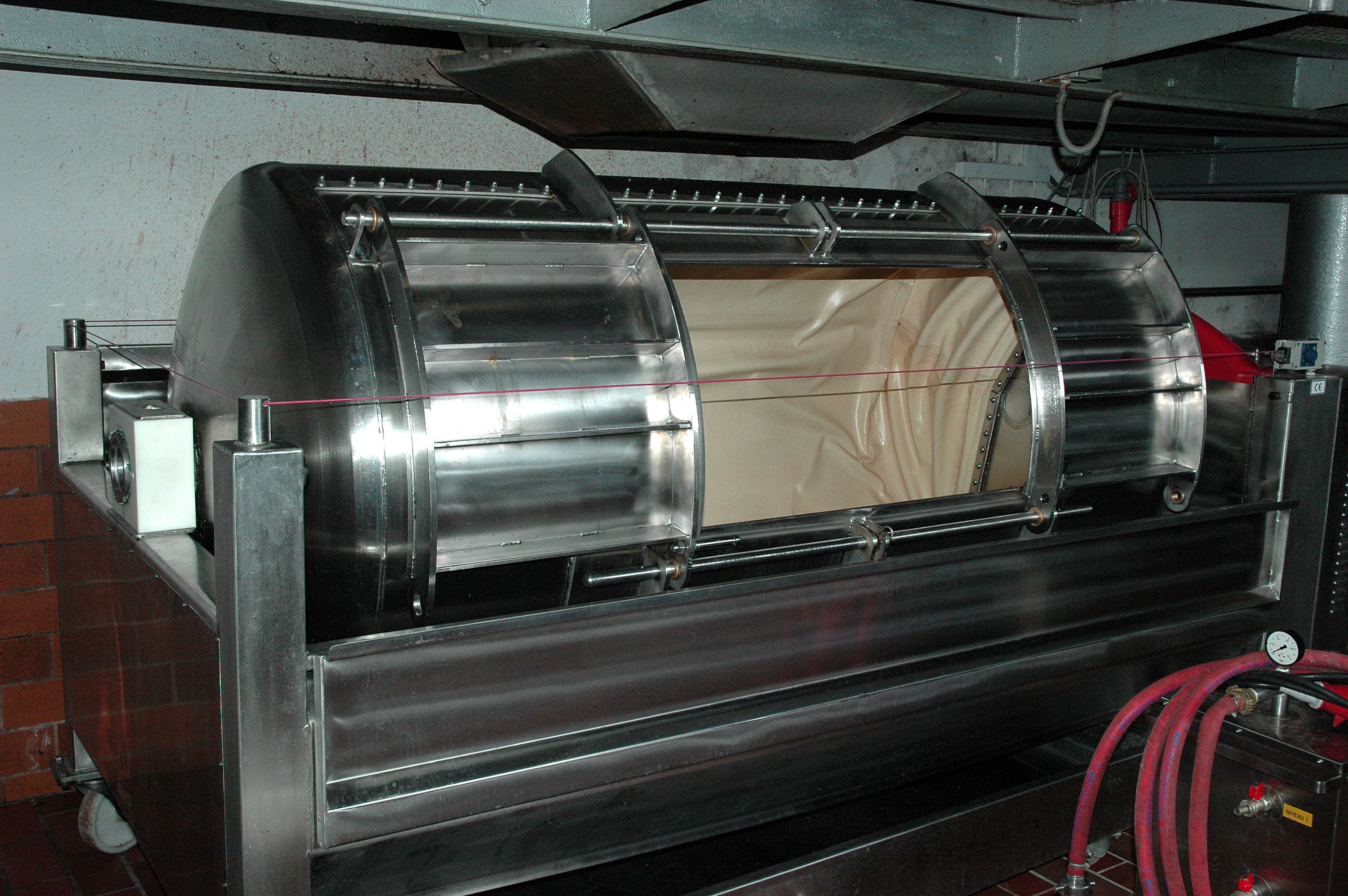
Pneumatique (on distingue la bâche gonflable à travers l'ouverture).
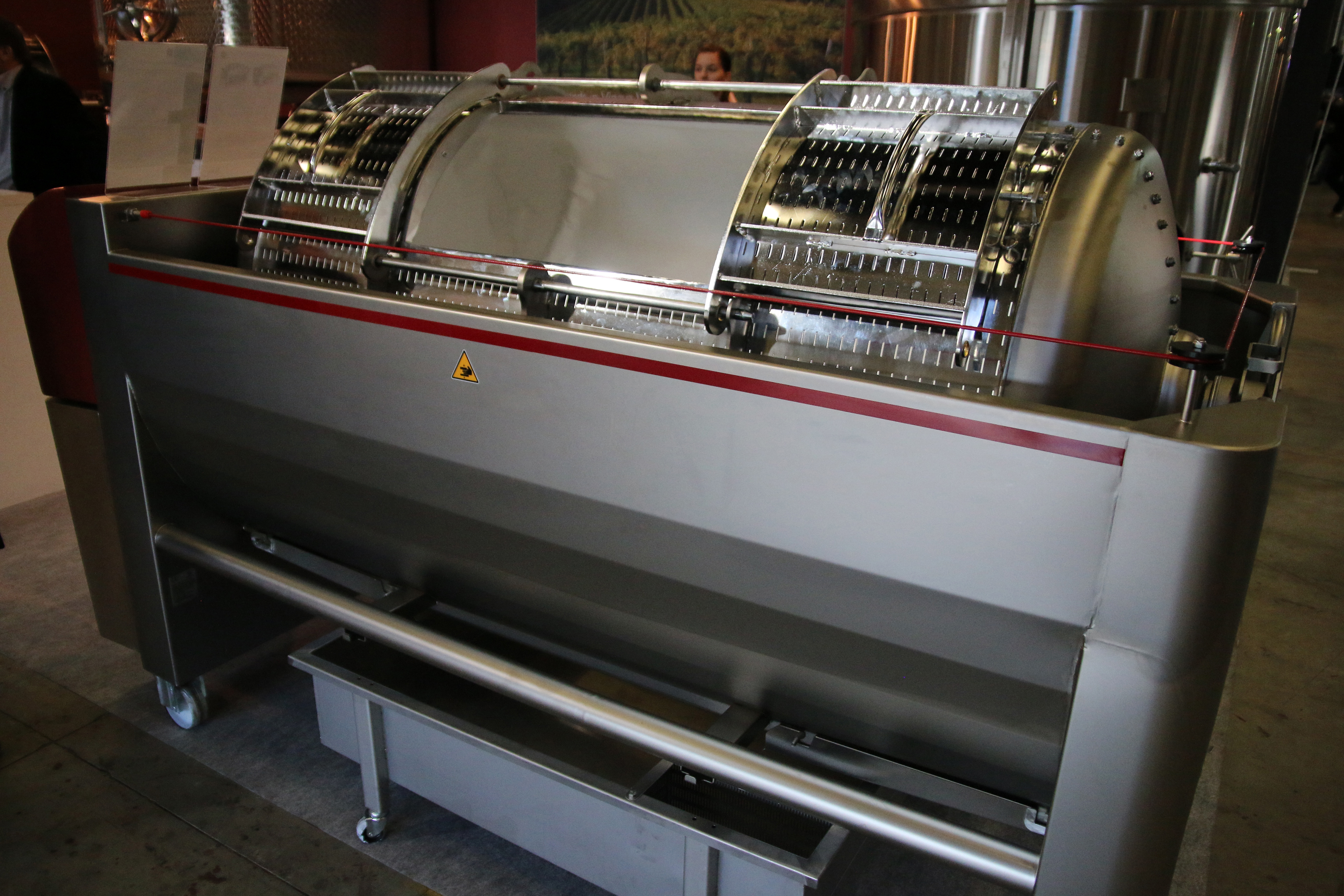
Cage ouverte.
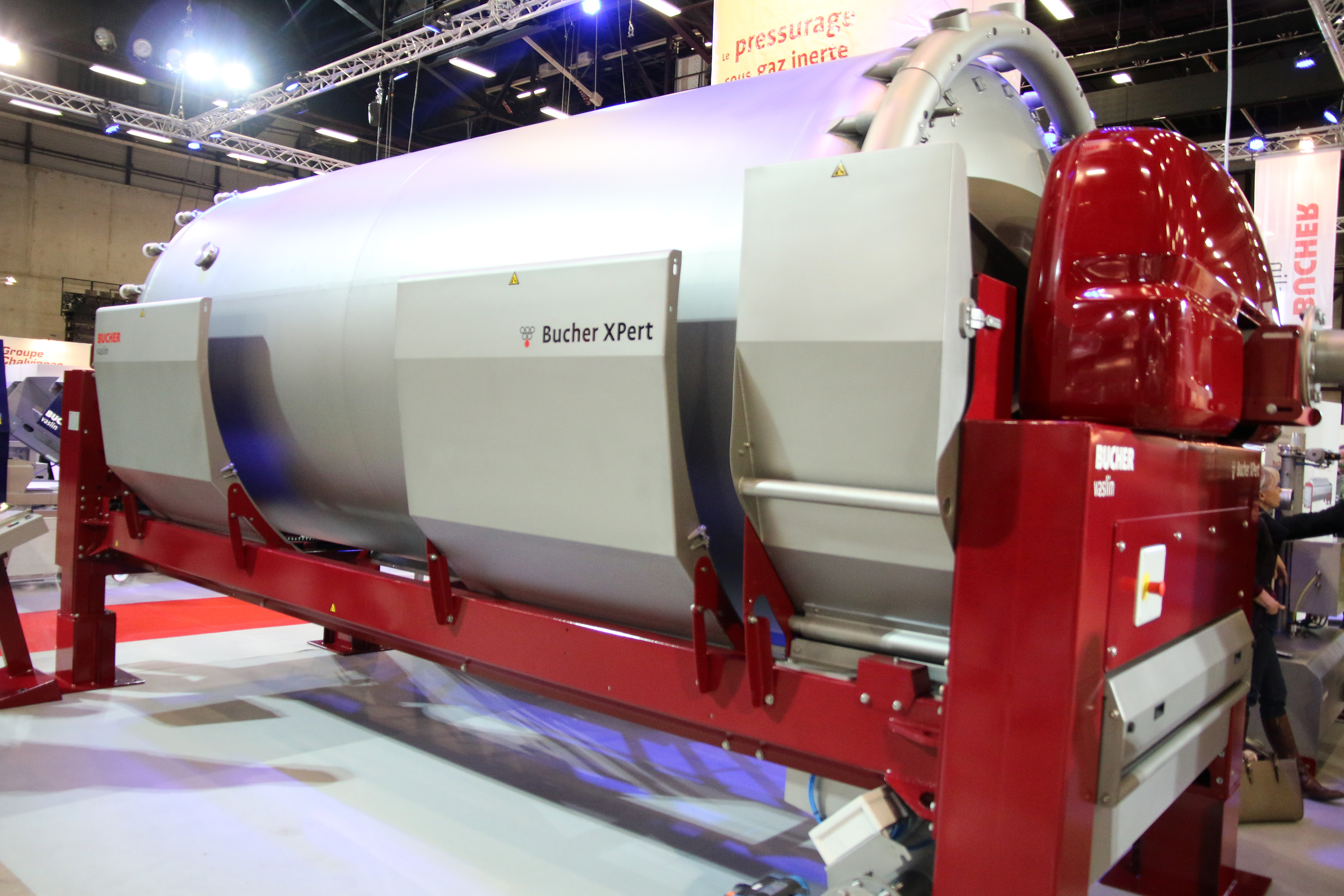
À drains de marque Bucher
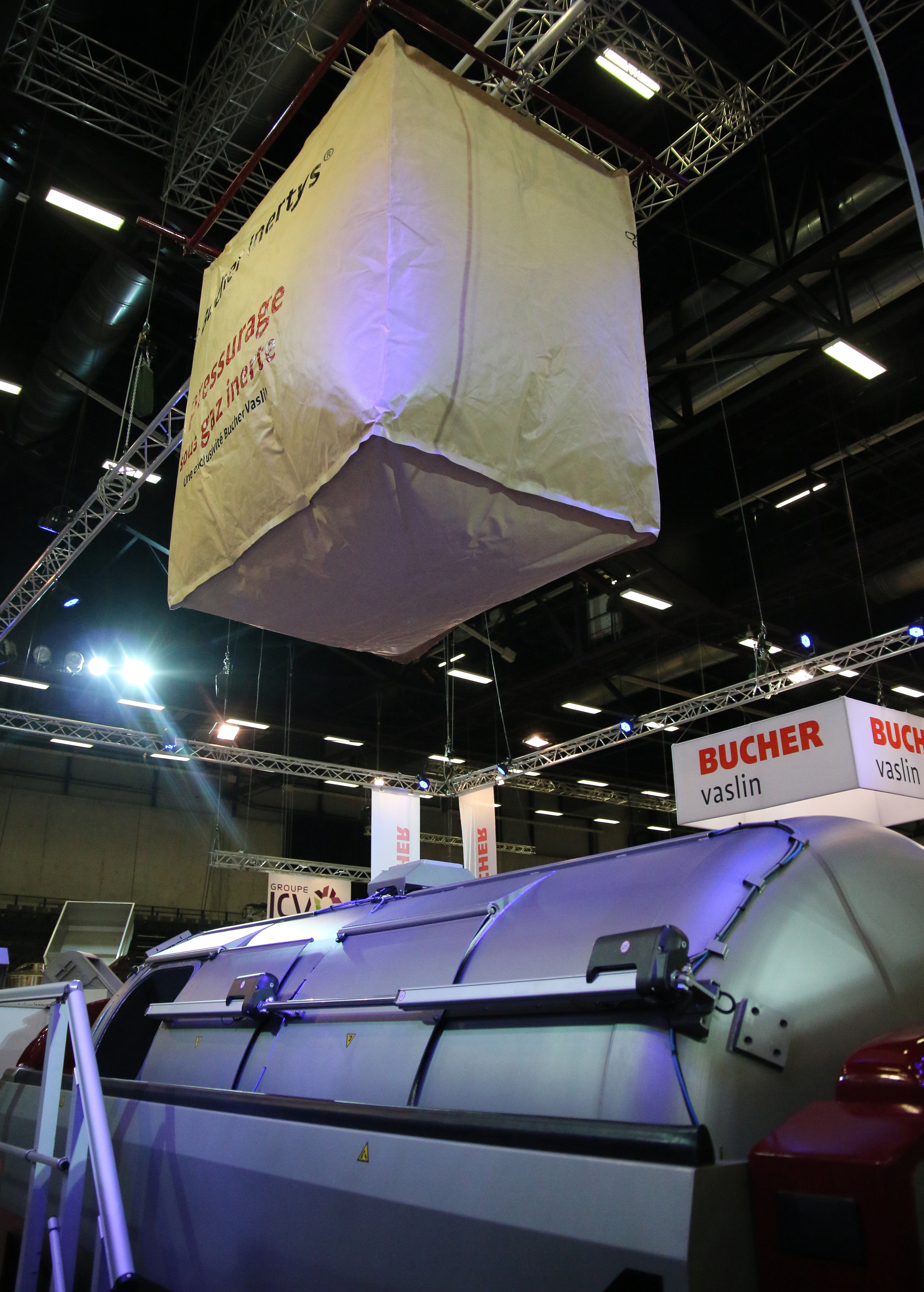
Inerté.
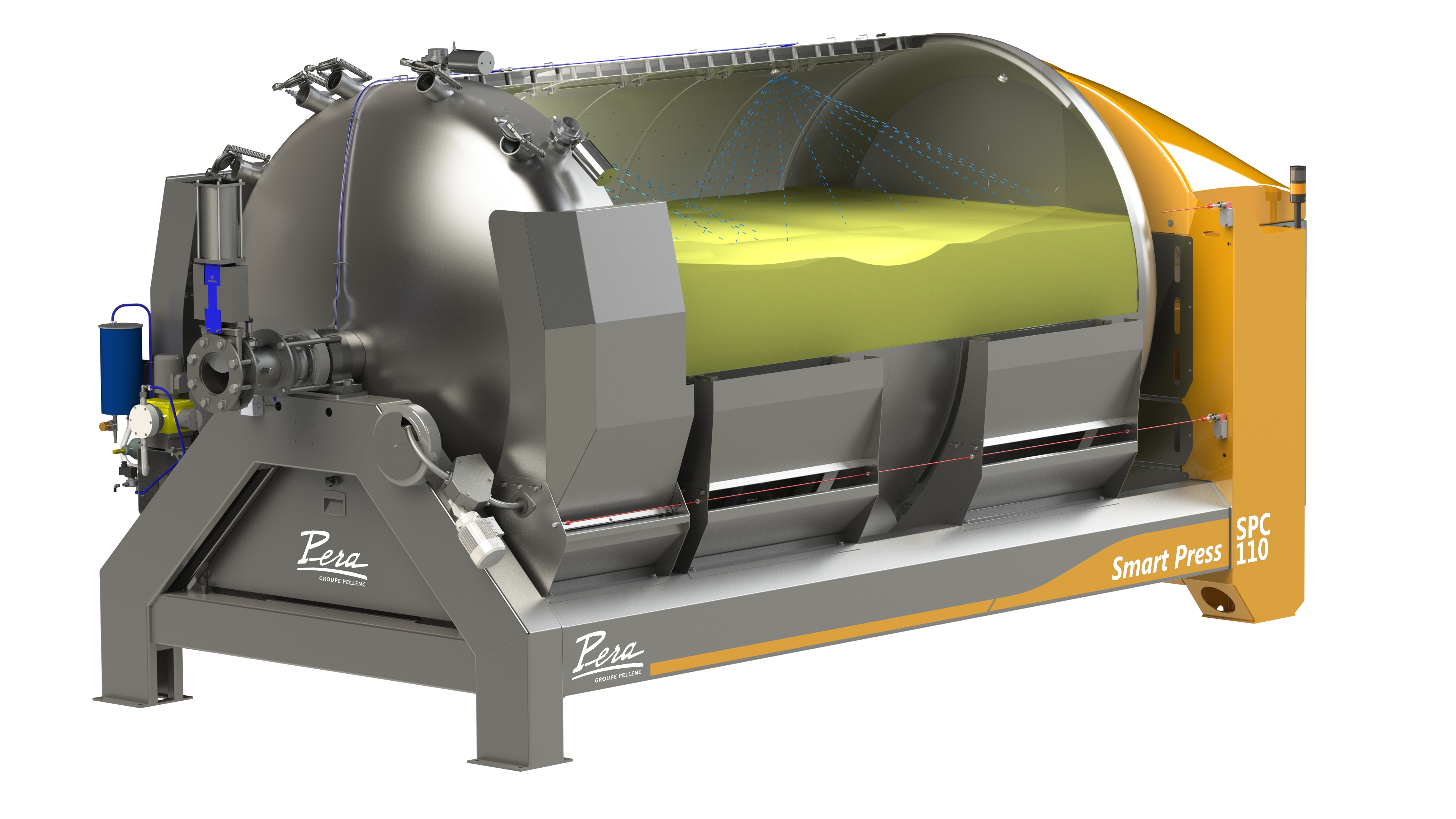
Système de drainage par grilles escamotables
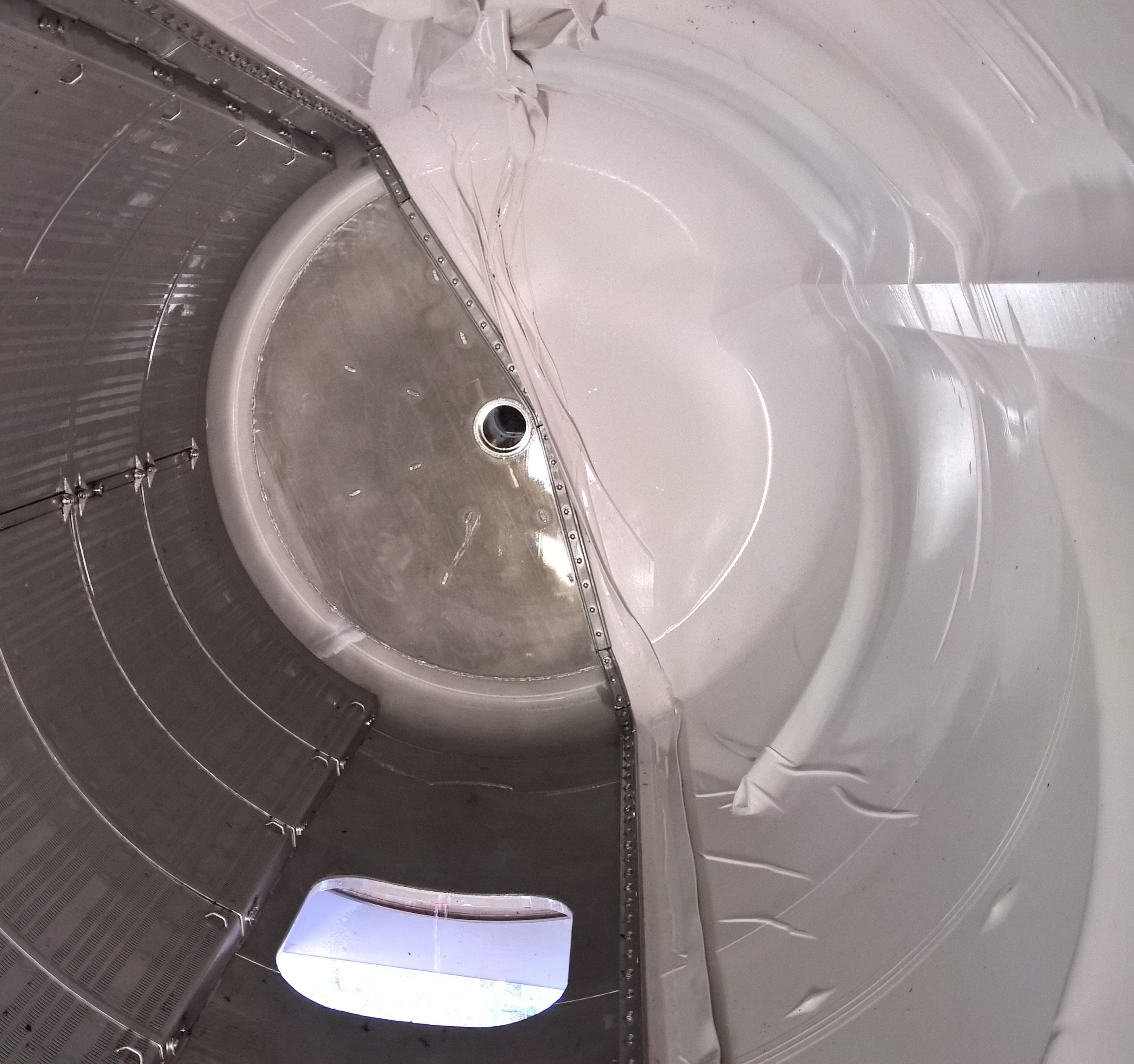
Grilles de drainage
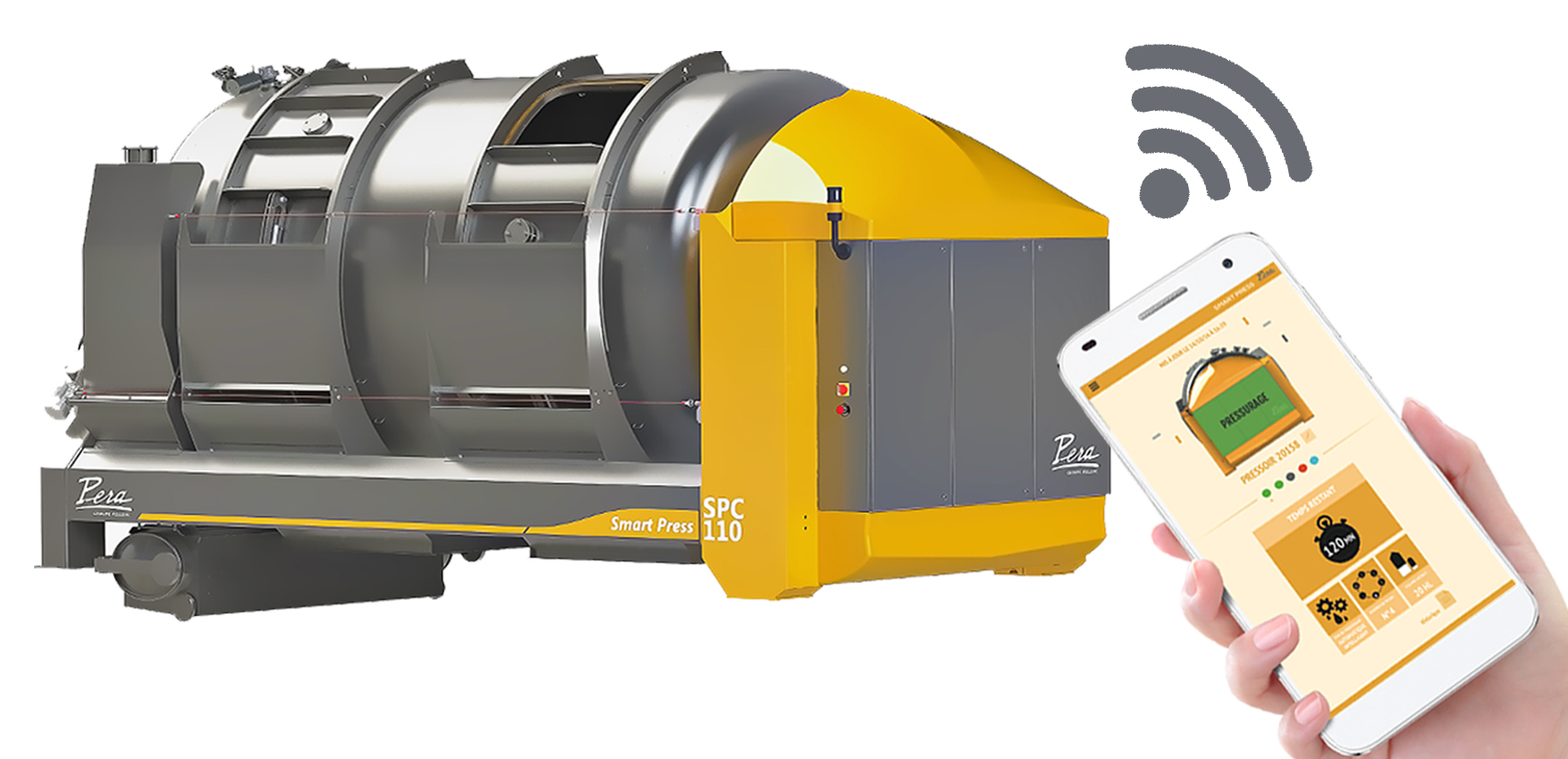
Pressoir connecté Pera-Pellenc

## Pressoirs divers

Planches illustrant l'encyclopédie de Diderot et d'Alembert.
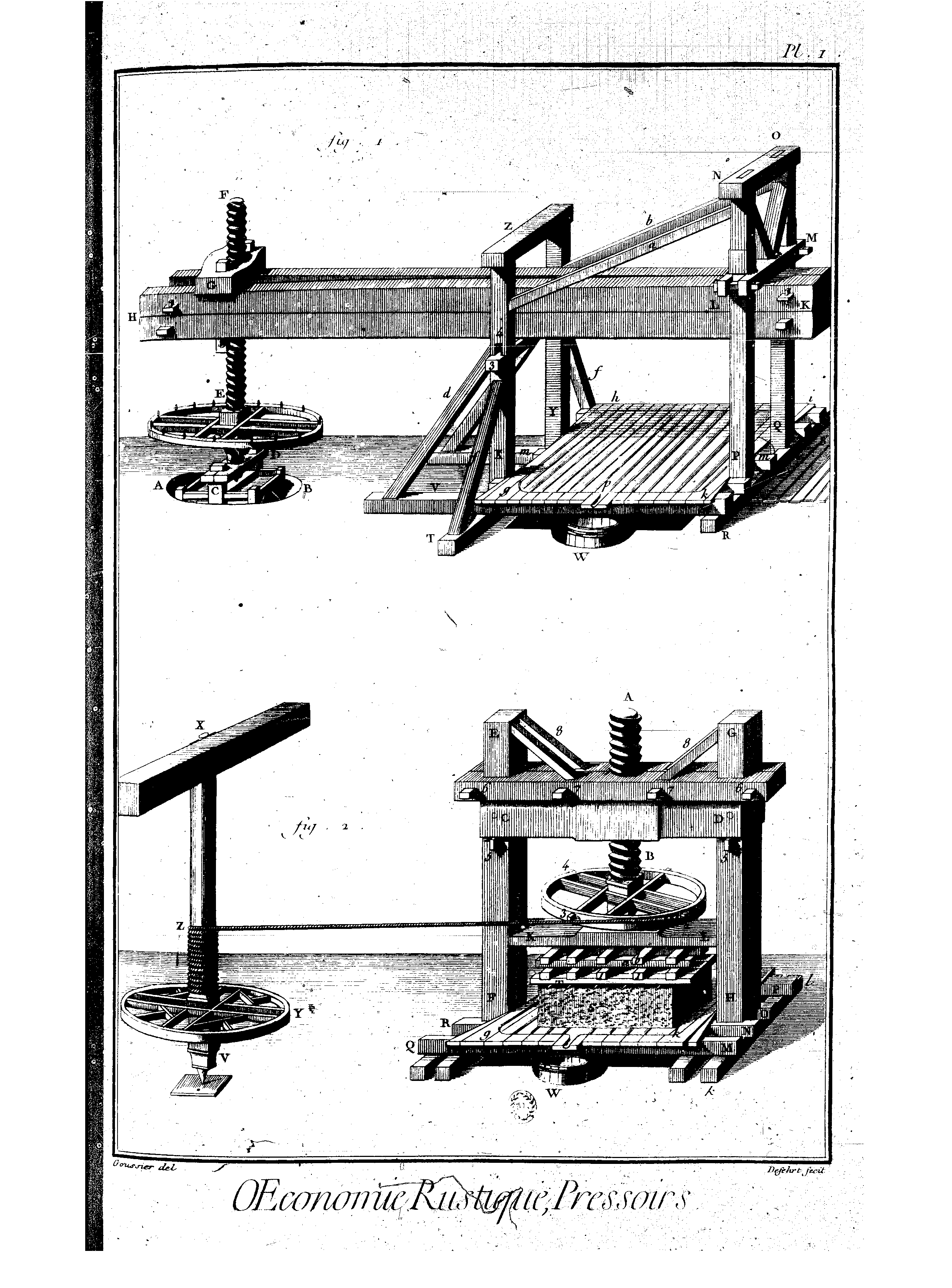
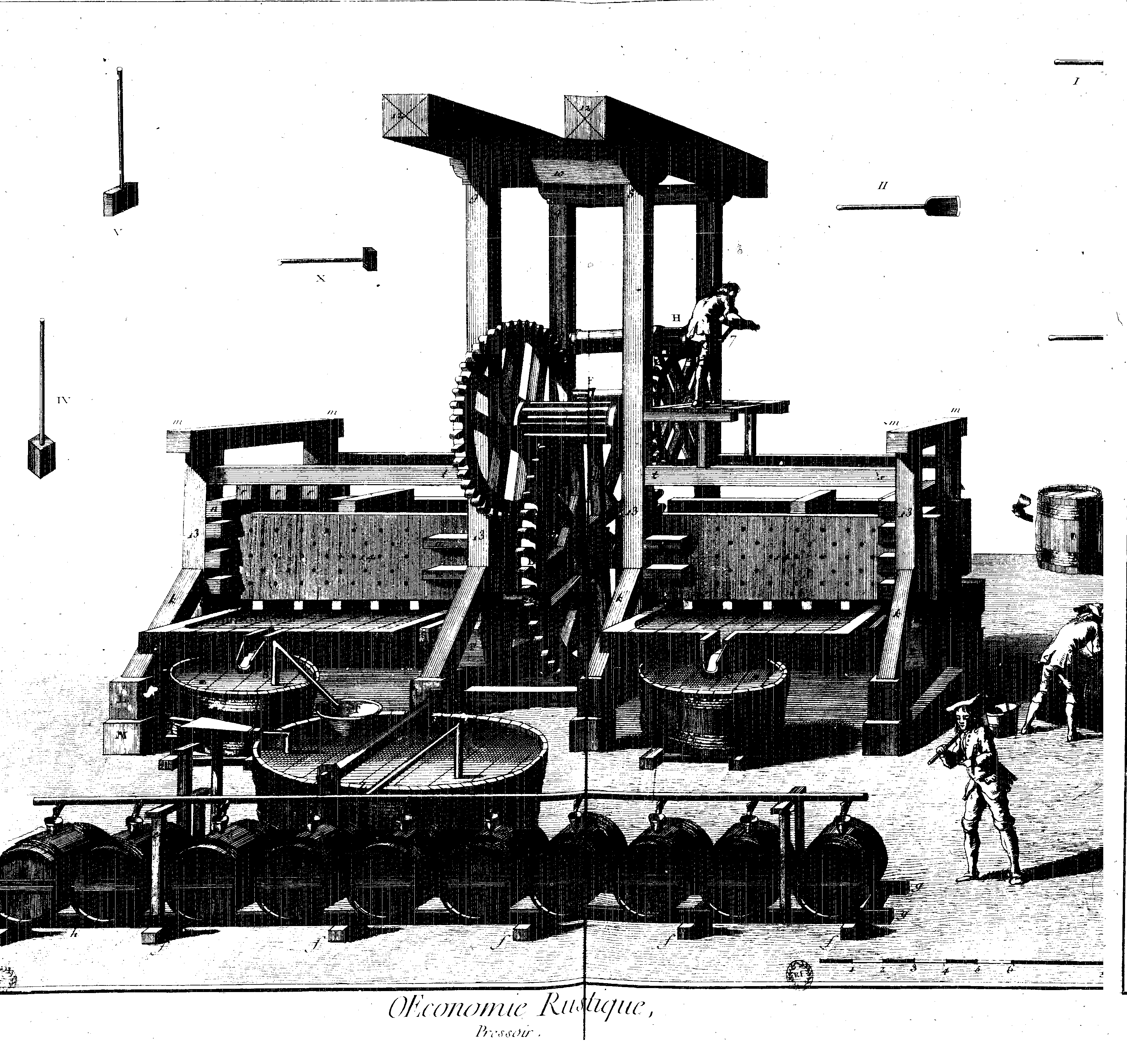
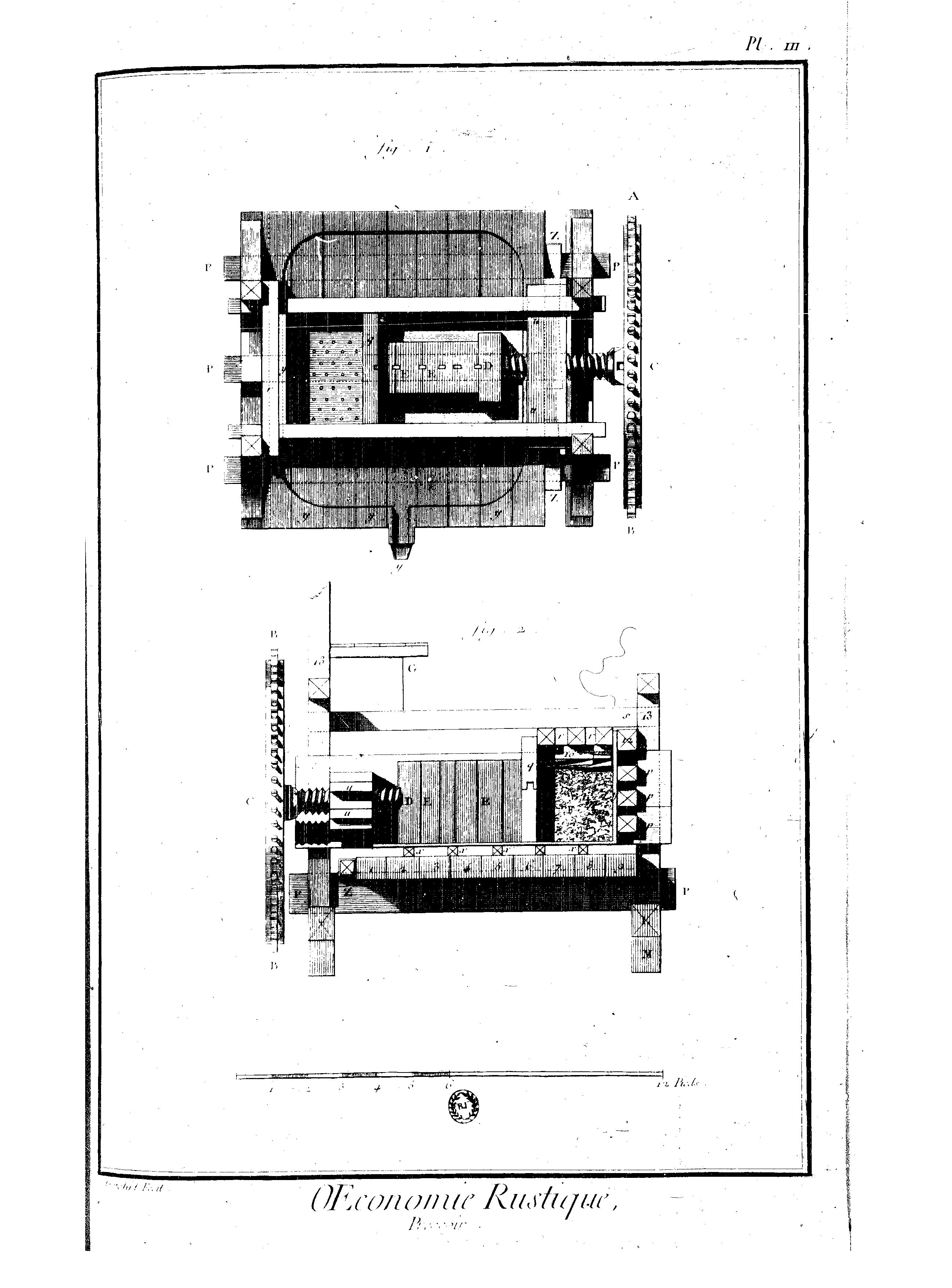

Pressoirs bourguignons du Château du Clos de Vougeot, du Château de Pommard ou du musée du vin de Bourgogne à Beaune.
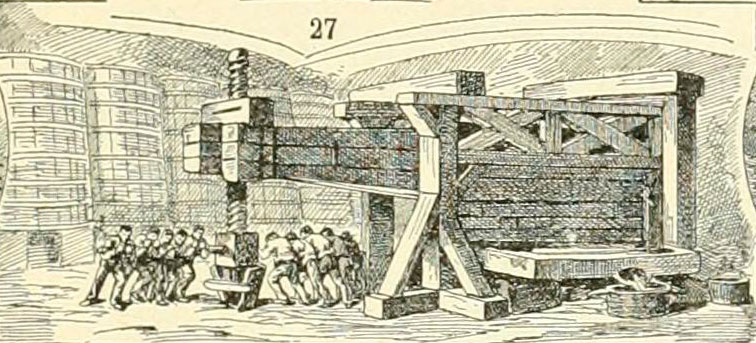
Ancien pressoir (Clos Vougeot), illustration 1922
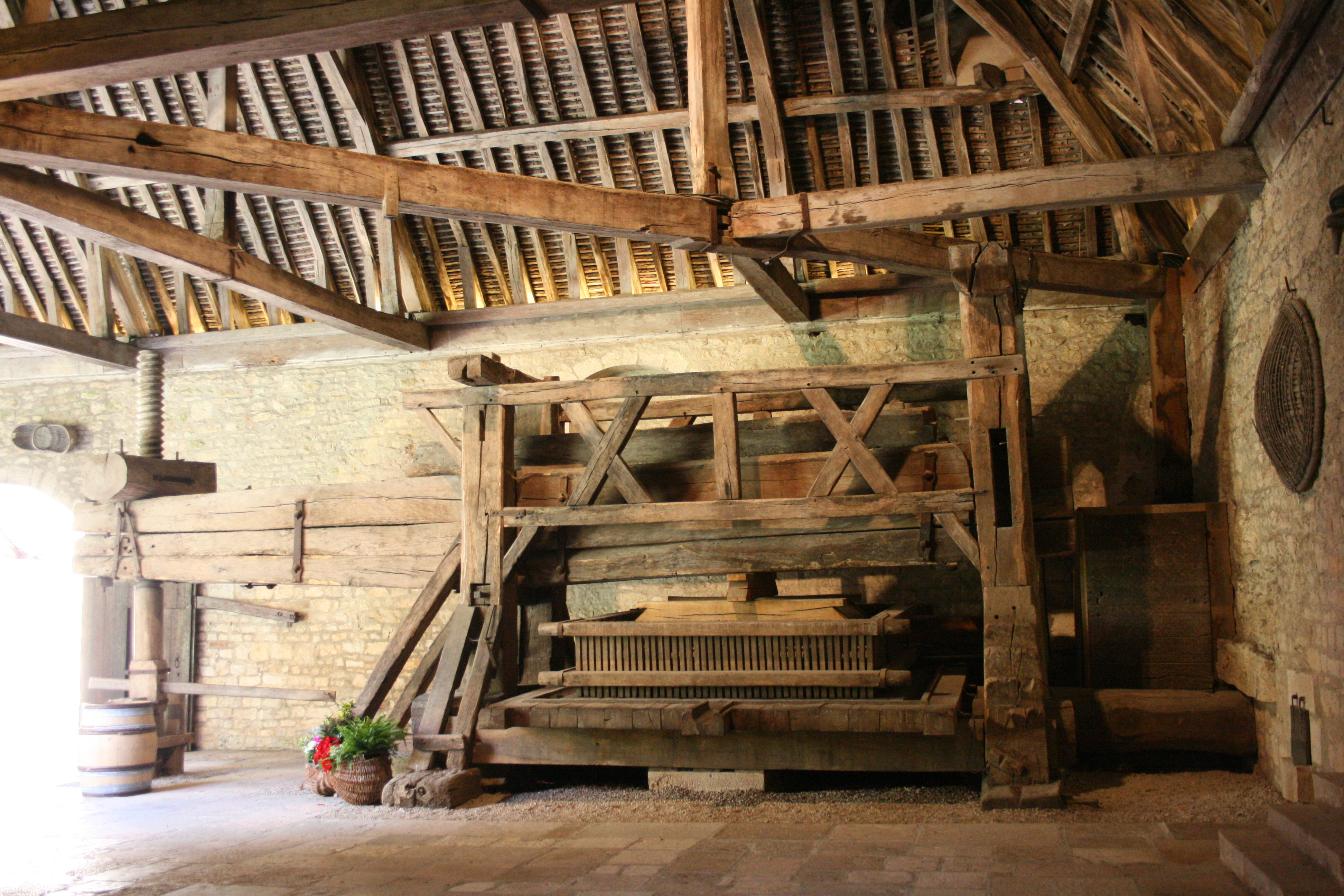
Pressoir du Château du Clos de Vougeot (XIIe siècle).
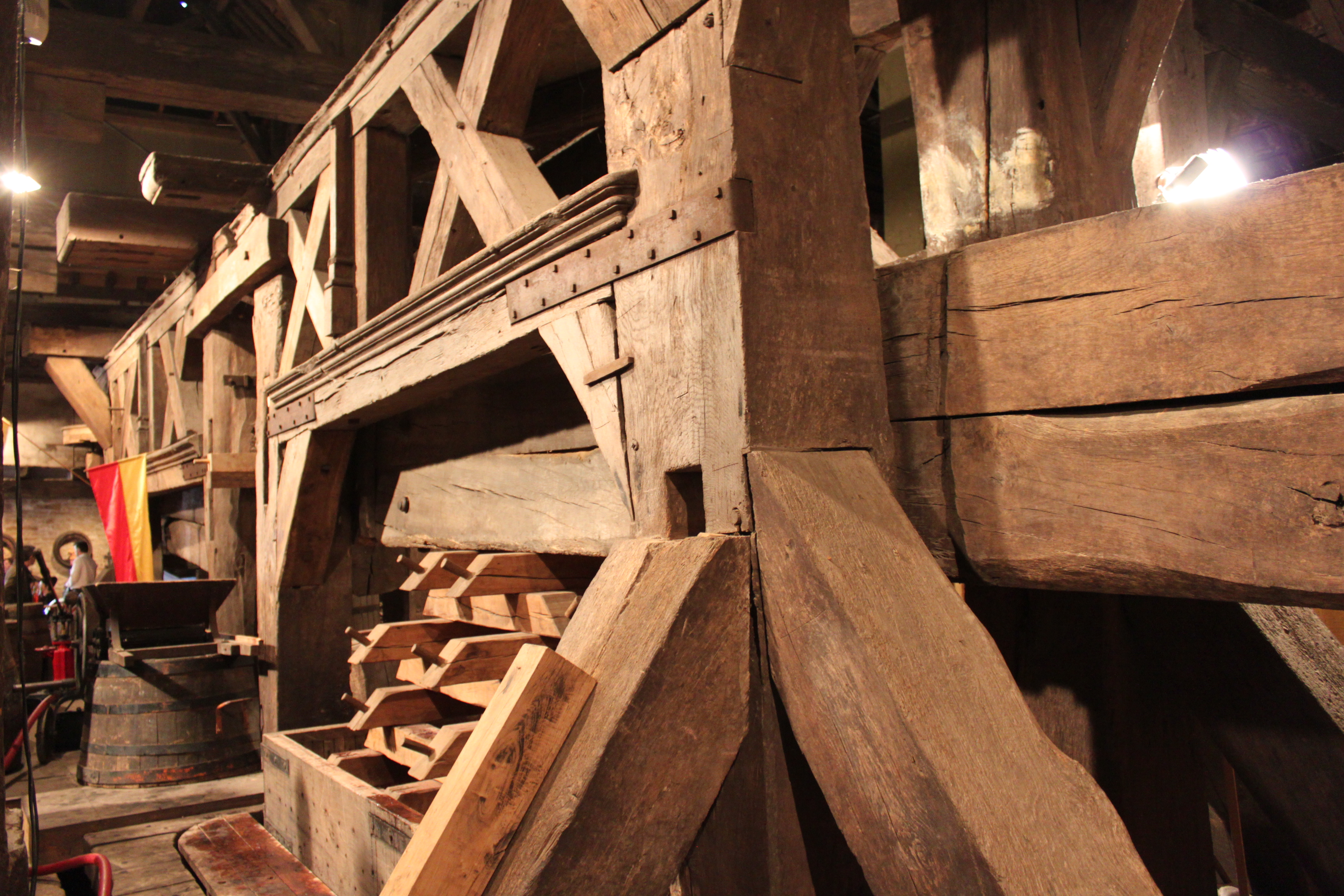
Pressoir des ducs de Bourgogne (XVe siècle).
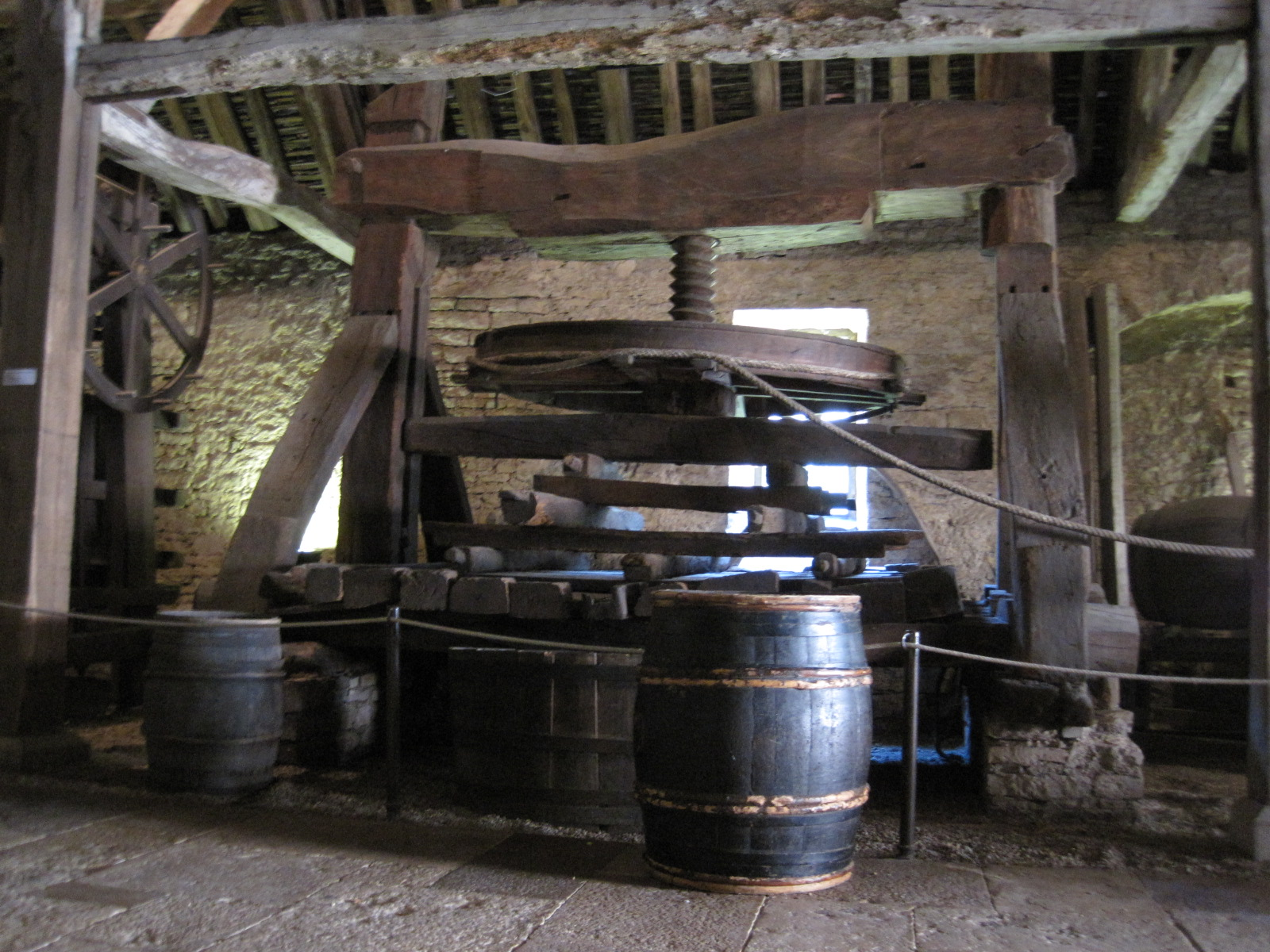
Pressoir à roue horizontale et à corde (XVIe siècle).
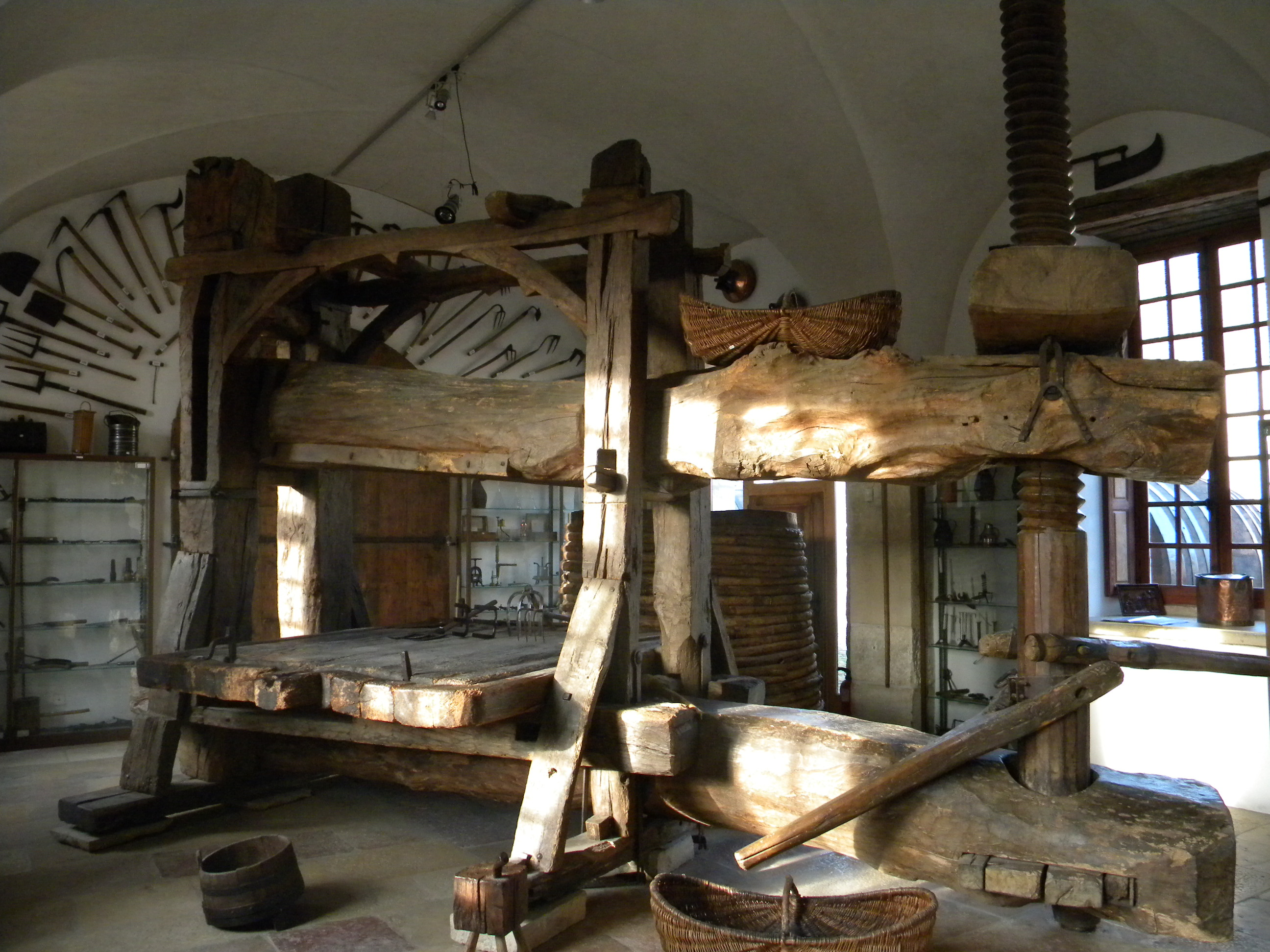
Pressoir du Château de Pommard (XVIIe siècle).
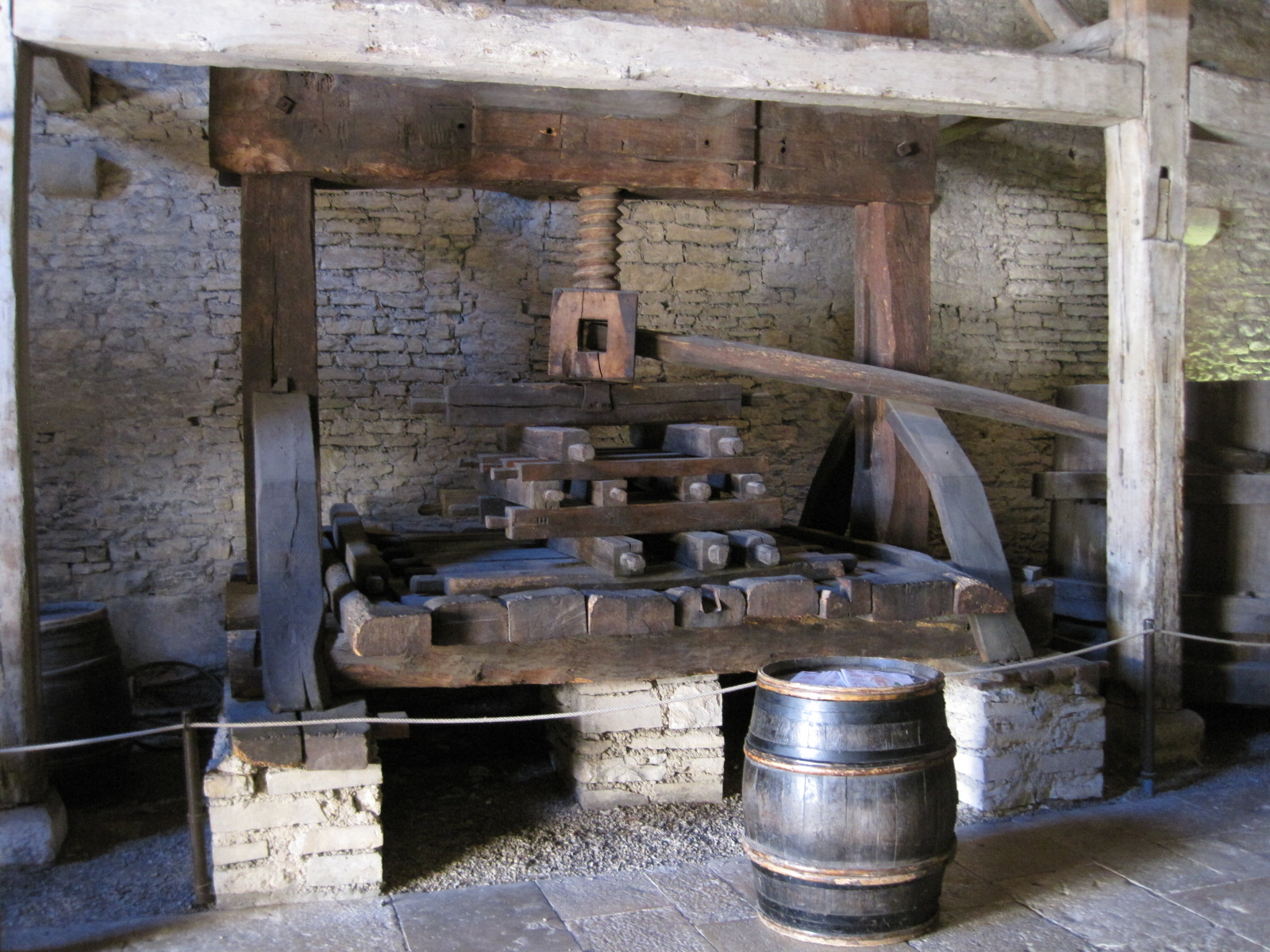
Pressoir en pierre et à vis (XVIIIe siècle).
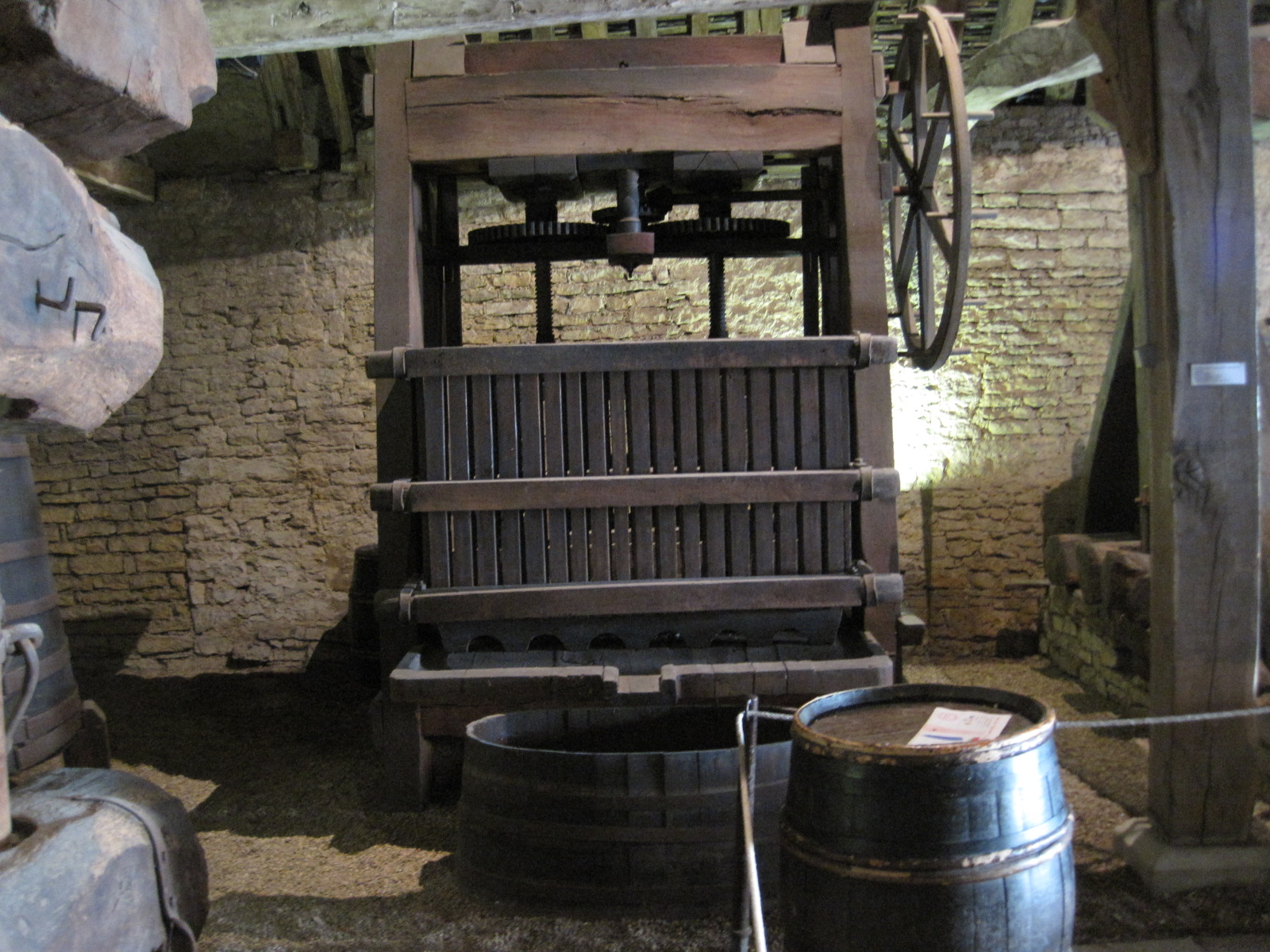
Pressoir vertical à roue latérale (XIXe siècle).
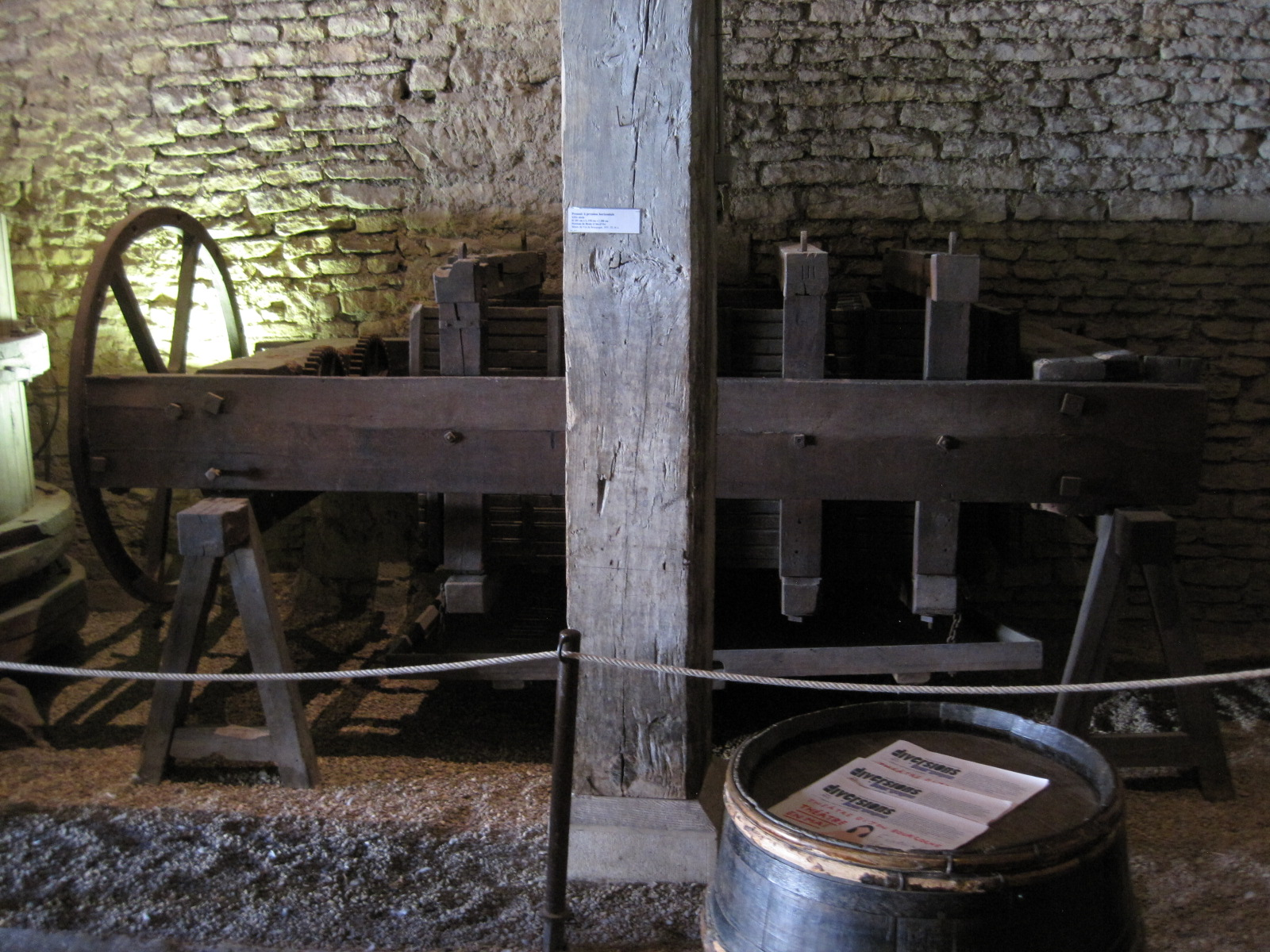
Pressoir à pression horizontale (XIXe siècle).
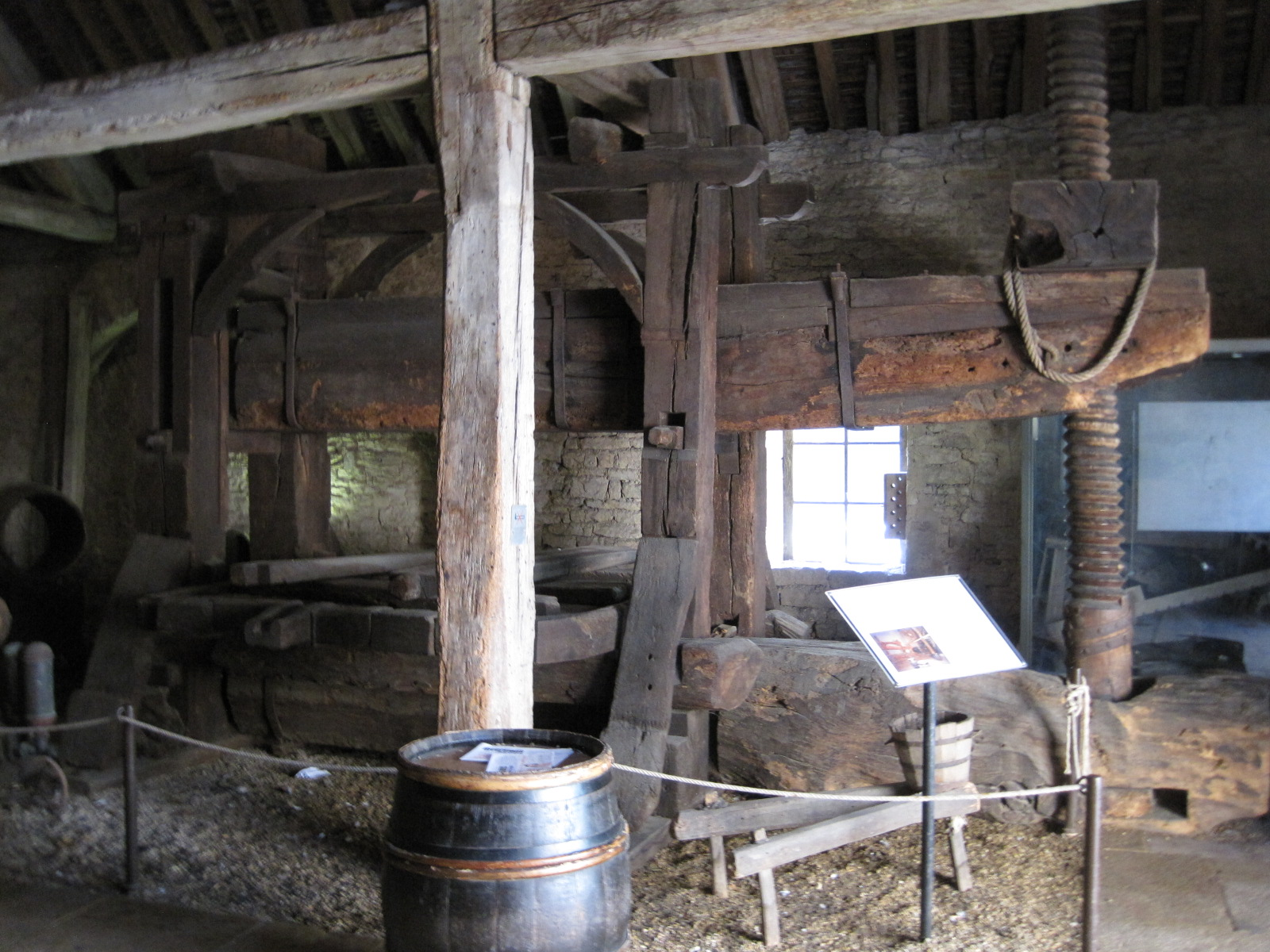
Pressoir à cabestan et à vis (musée du vin de Bourgogne).
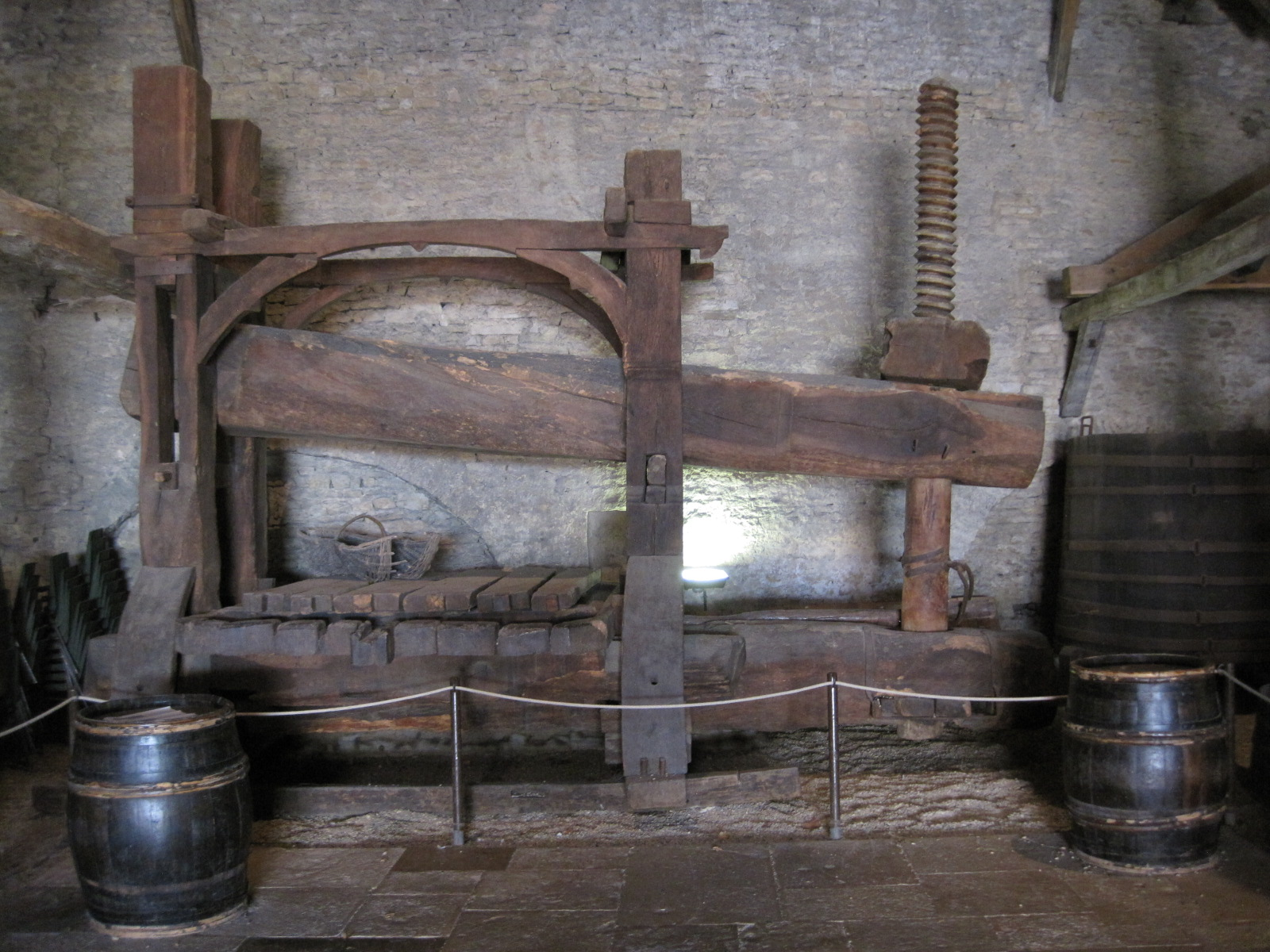
Pressoir à cabestan et à vis (musée du vin de Bourgogne).
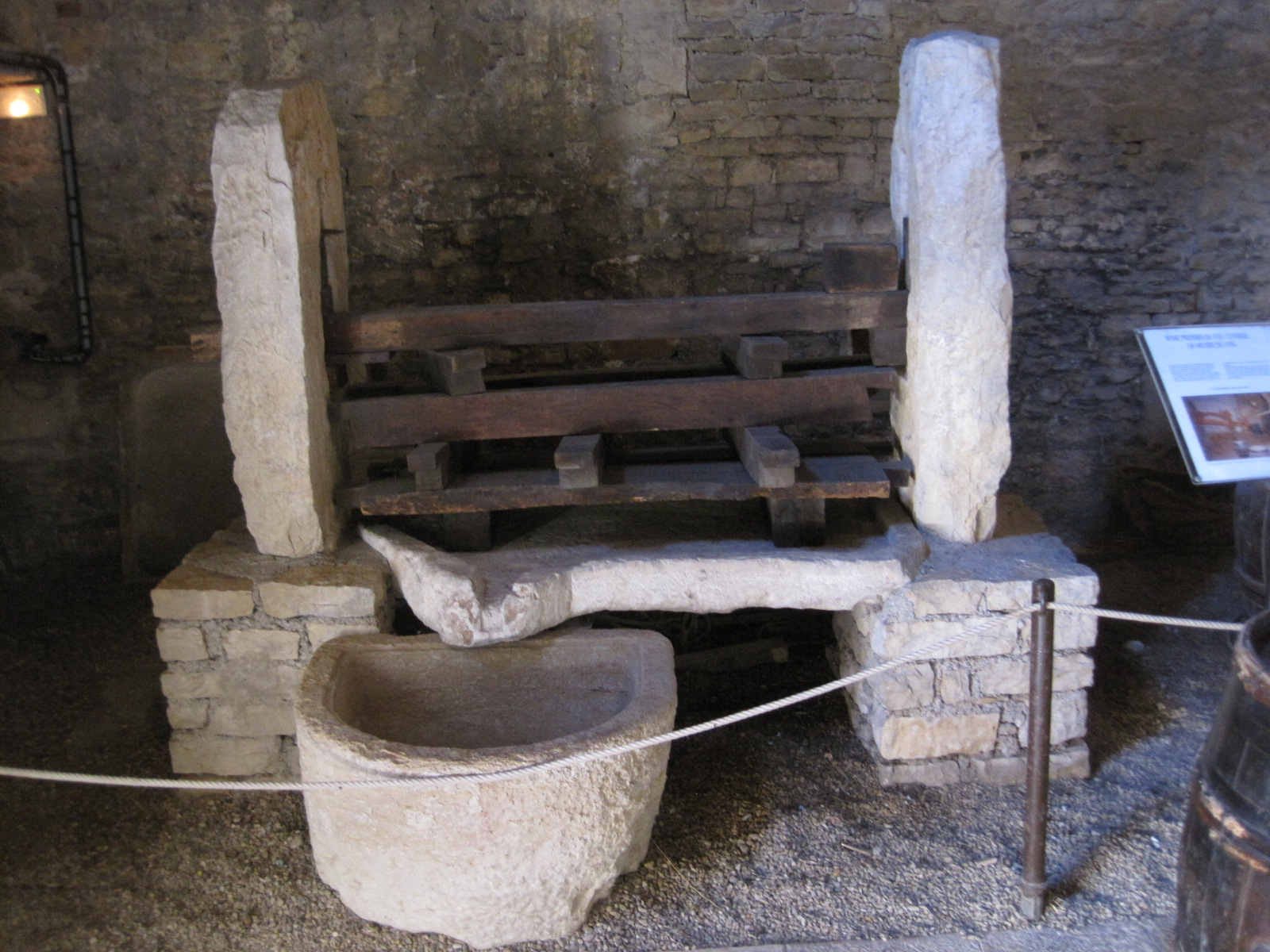
Pressoir en pierre.

Pressoirs divers
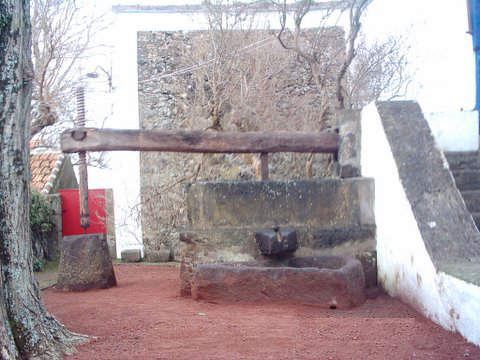
Pierre taillée, Museu do Vinho dos Biscoitos, île de Terceira, Açores.
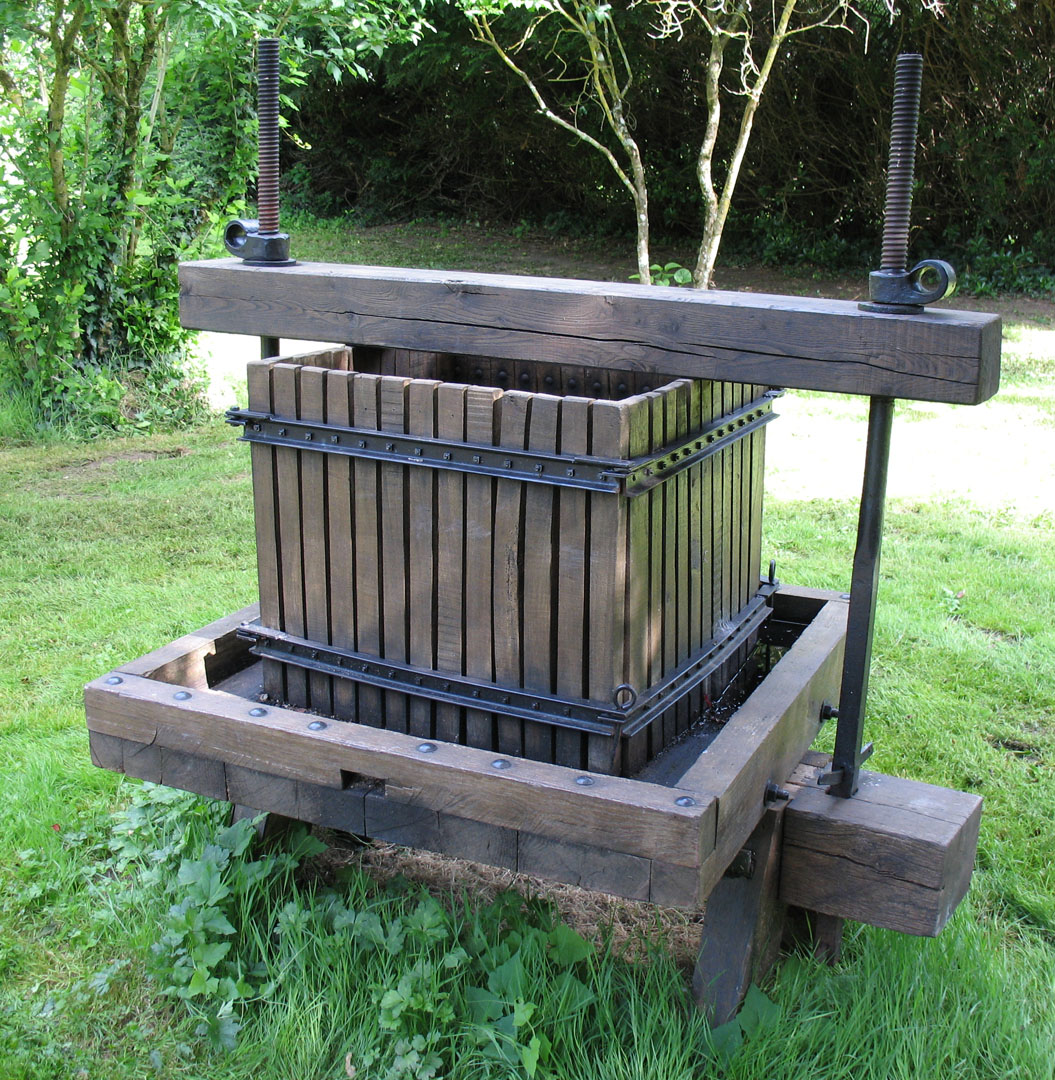
Touraine, France.
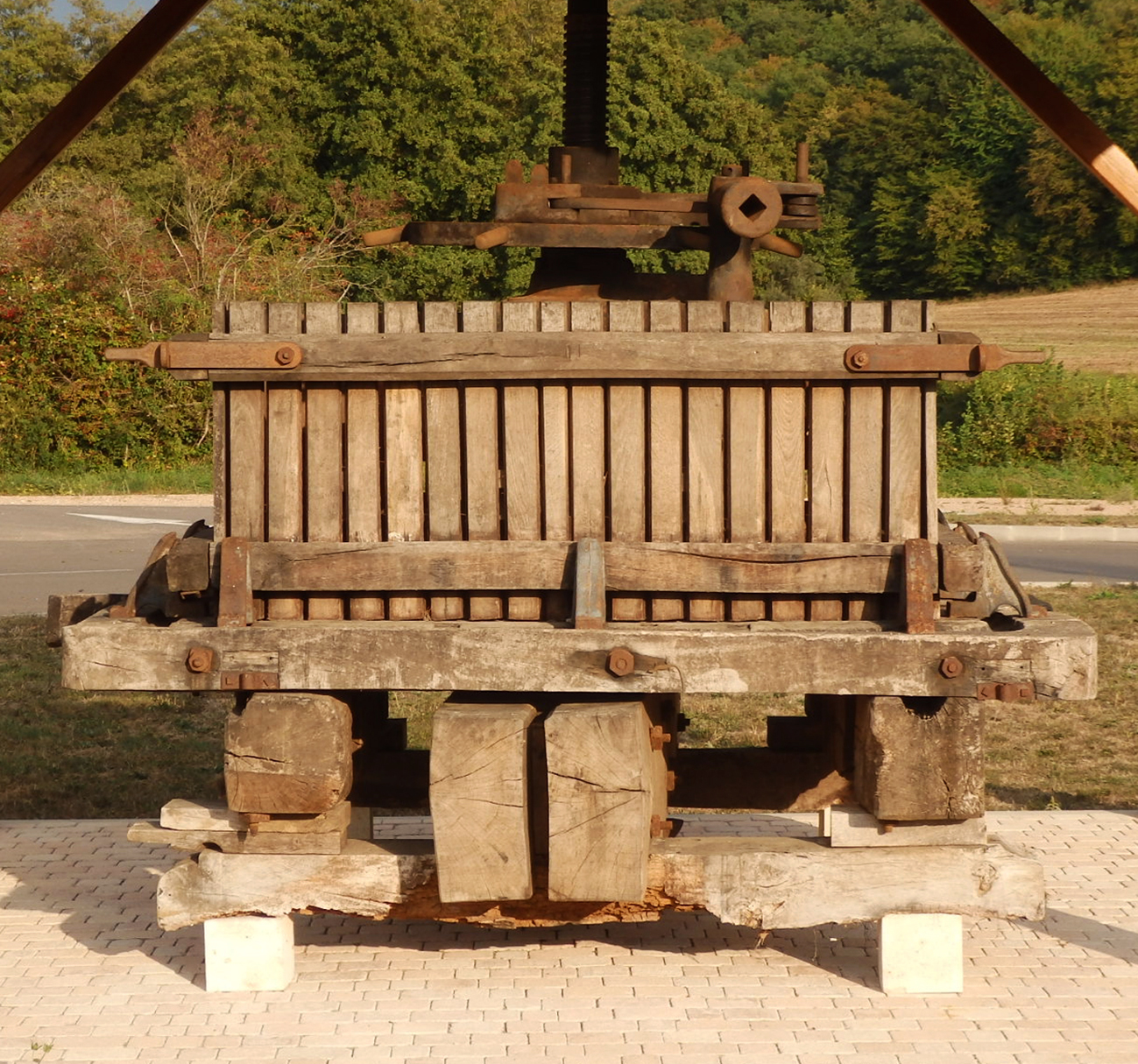
Pressoir à cage à vis centrale du XIXe siècle visible à Lugny, en Haut-Mâconnais.
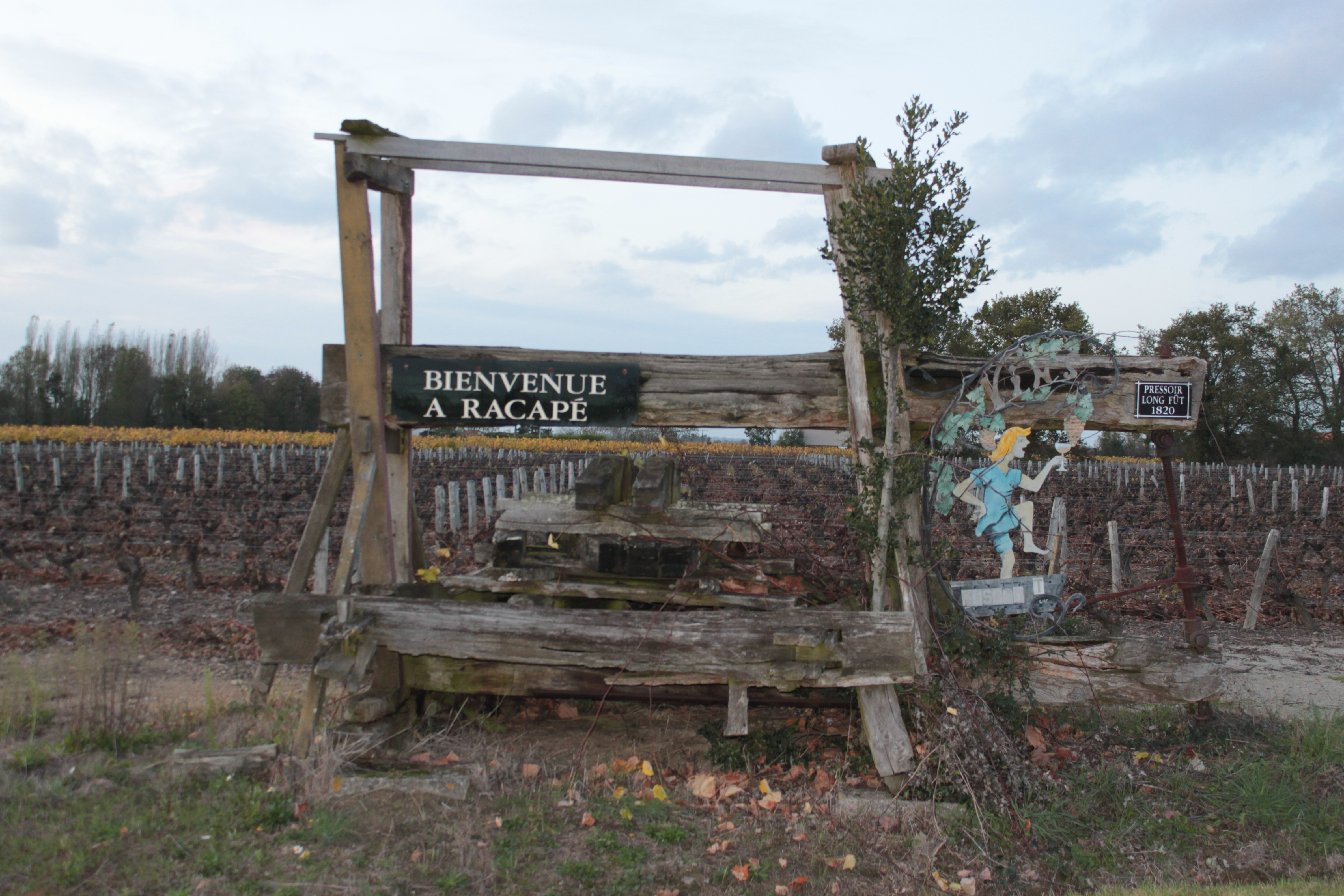
« Longs-fûts », 1820, le Landreau.
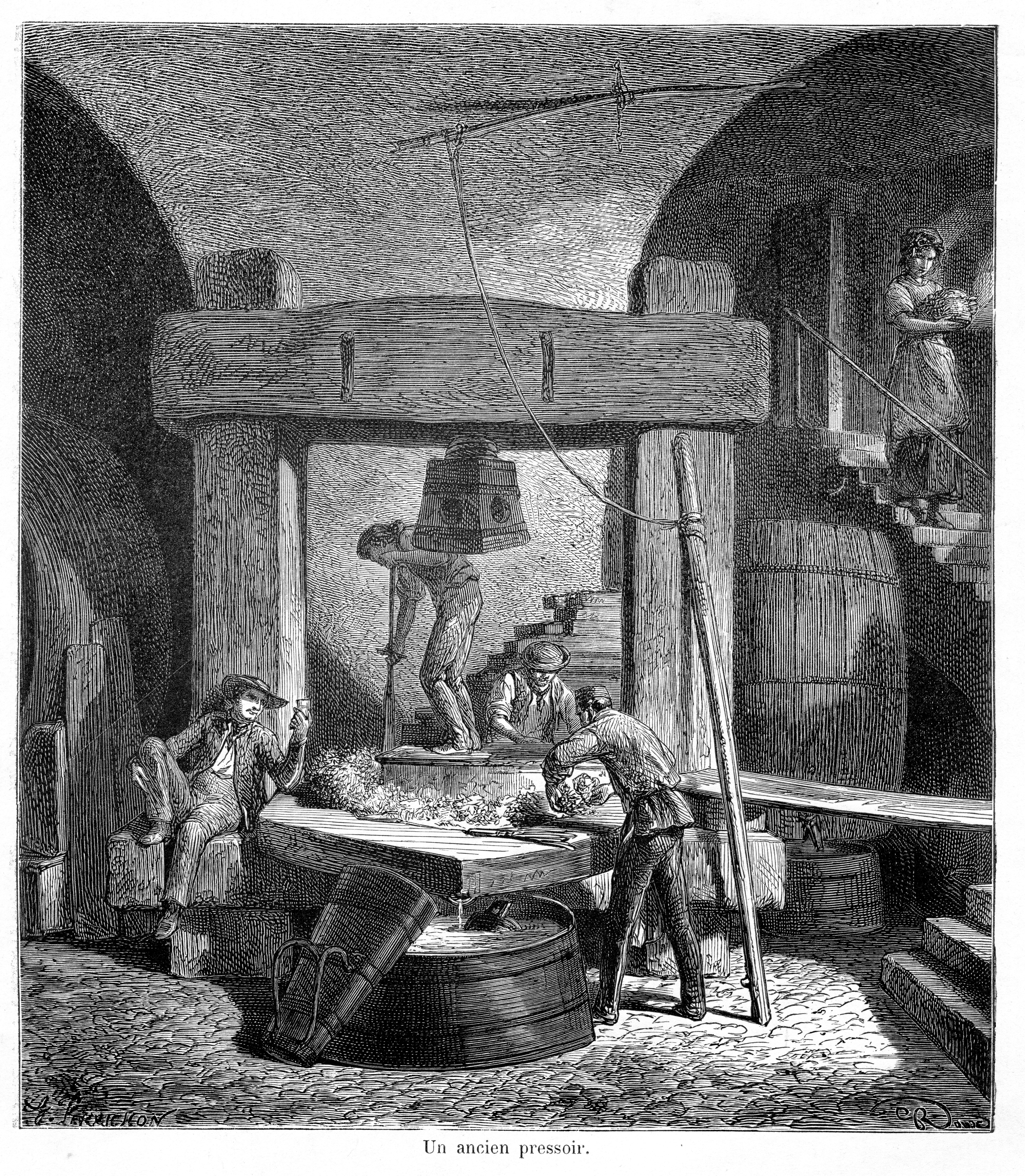
Un ancien pressoir, illustration du Chanson du Vigneron, Suisse, 1869, dessin G.Roux, gravure G. Perrichon.
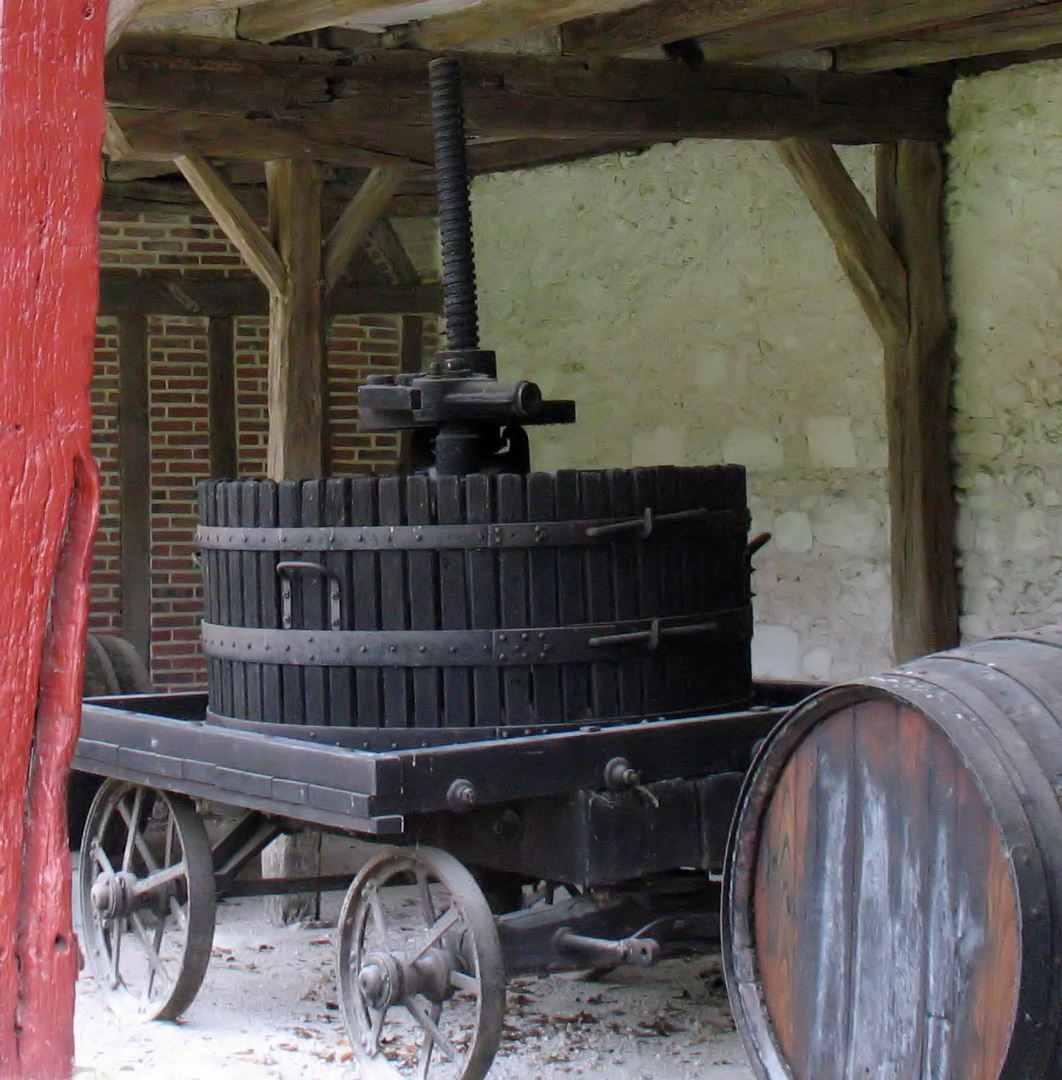
Pressoir visible au château de Chenonceau, Touraine.
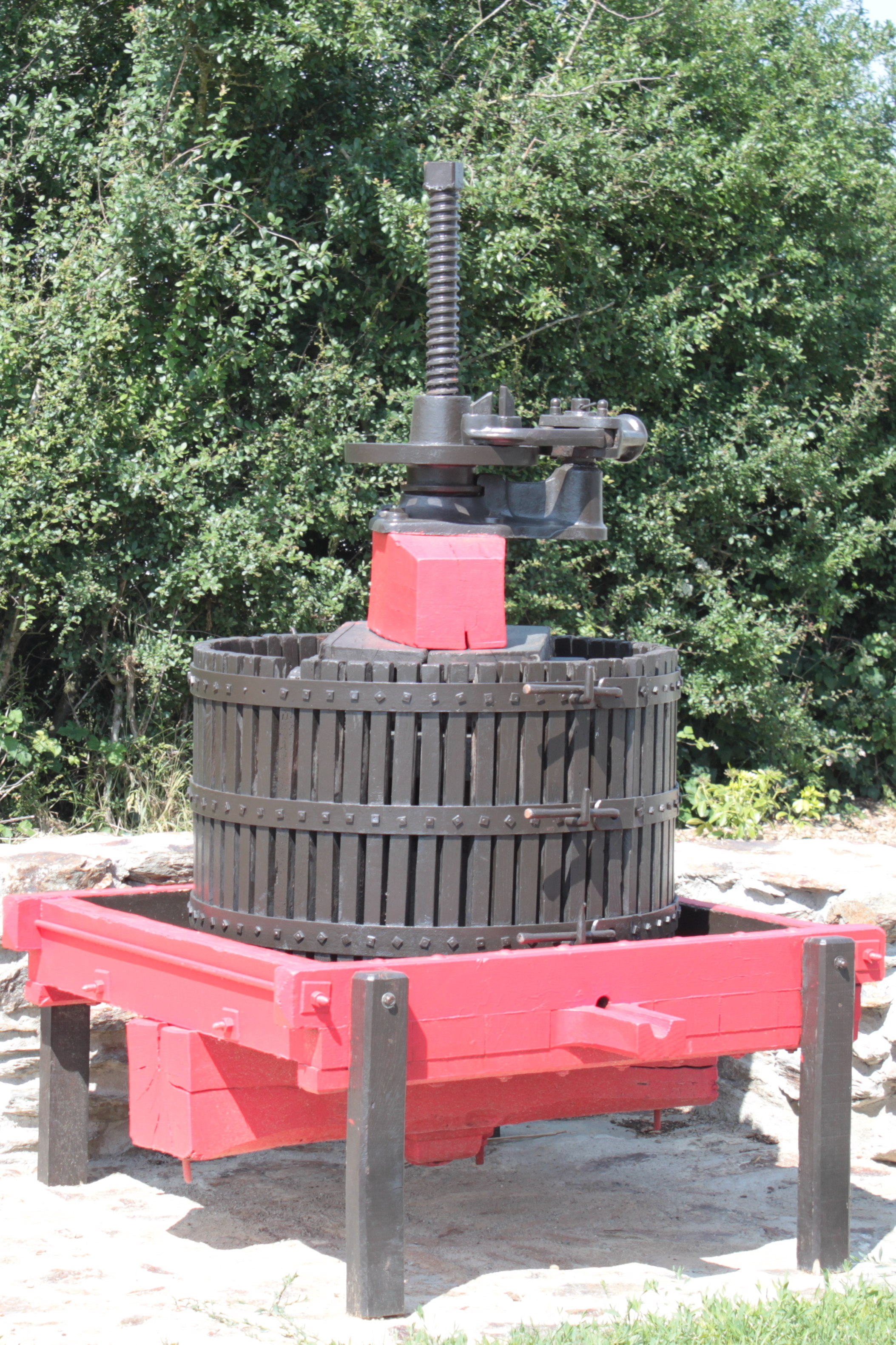
Pressoir à cage à vis centrale (modèle à aide de serrage mécanique), la Chapelle-Saint-Florent.